# オッテルンドルフ

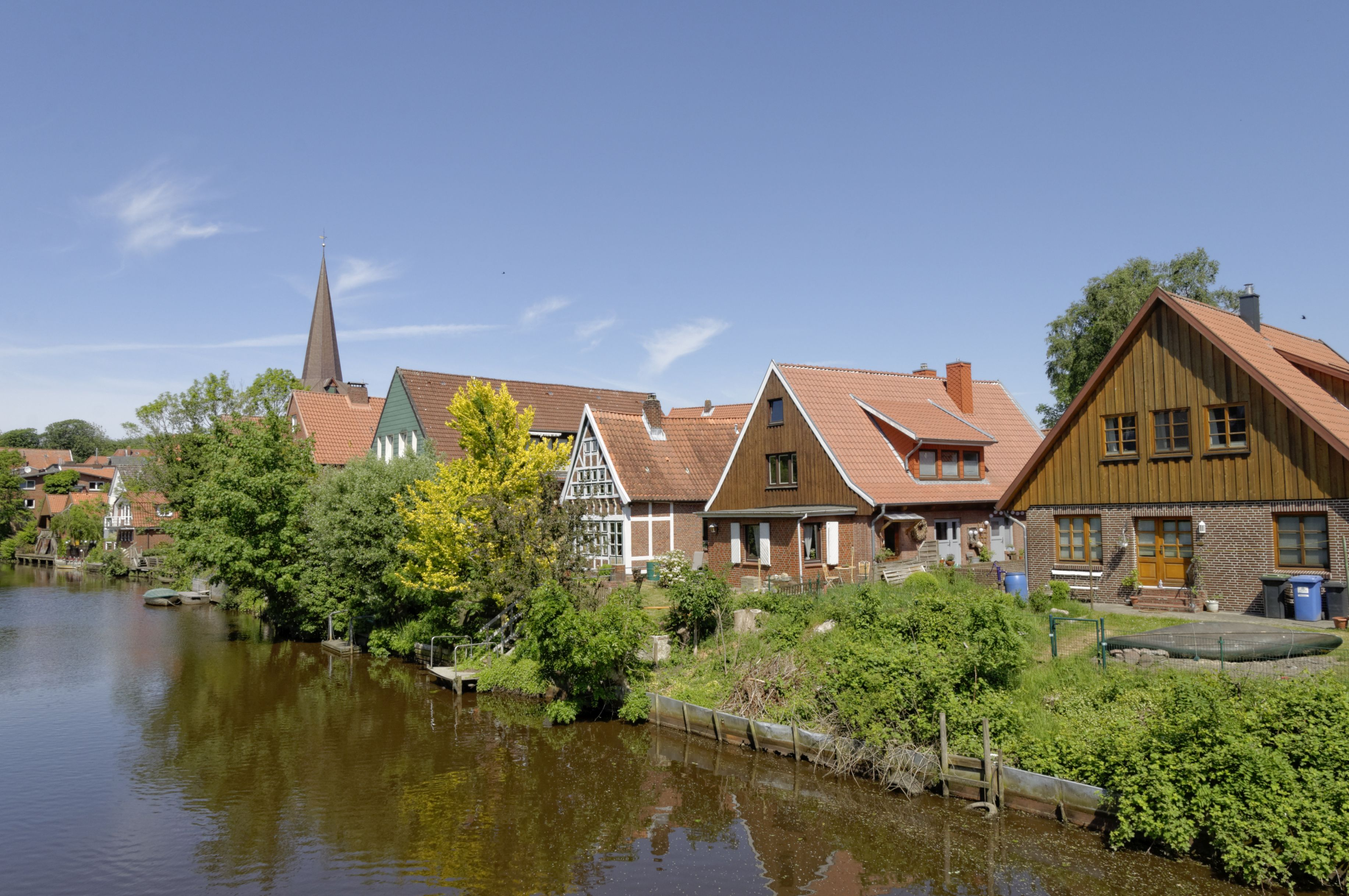
メデム川に面したオッテルンドルフの街並み

オッテルンドルフ（ドイツ語: Otterndorf、低地ドイツ語: Oterndörp）は、ドイツ連邦共和国ニーダーザクセン州クックスハーフェン郡ザムトゲマインデ・ラント・ハーデルンに属す小都市である。この街はメデム川が合流するエルベ川河口、エルベ＝ヴェーザー航行路沿いに注いでいる。歴史的な木組み建築の旧市街がその特徴の1つである。

## 地理

### 位置
オッテルンドルフは、ニーダーザクセン州クックスハーフェン郡の北部に位置するエルベ川下流域沿い、歴史的にはエルベ＝ヴェーザー＝トライアングル内のラント・ハーデルン地域に位置している。

### 隣接する市町村
オッテルンドルフは、西はクックスハーフェン＝アルテンブルーフ、南はノイエンキルヒェンおよびオースターブルーフ、東はベルムと境を接している。

### 市の構成
- オッテルンドルフ（首邑）
- オスターエンデ・オッテルンドルフ
- ヴェスターエンデ・オッテルンドルフ

## 歴史

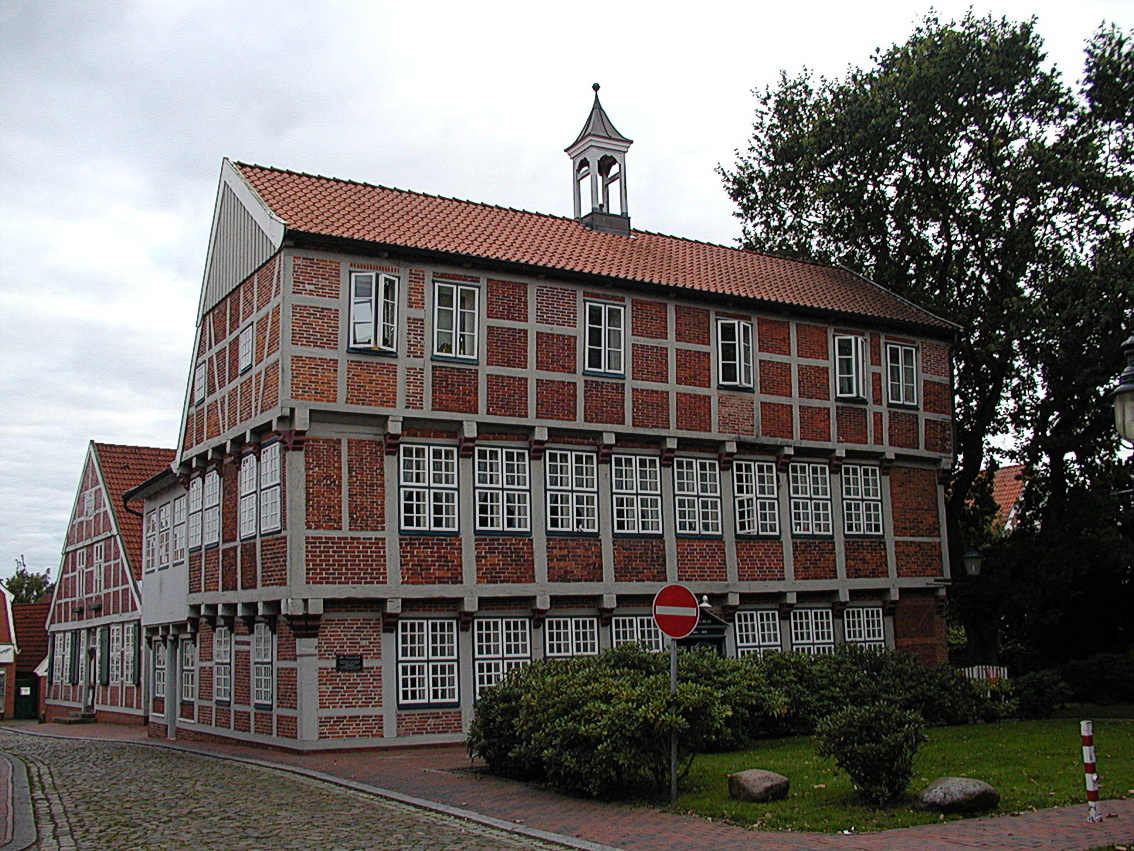
オッテルンドルフのラテン語学校

オッテルンドルフの最初の文献記録は、1261年に Godefridus, plebanus in Otterentorpe（plebanus は教会区を意味する）と記録されている。オッテルンドルフはラント・ハーデルンの主邑であった。1400年に領主のザクセン＝ラウエンブルク公エーリヒから都市権を授けられた。最初のラテン語学校は15世紀からその存在が証明されている。1778年から1782年までヨハン・ハインリヒ・フォスがラテン語学校の校長として勤務した。1521年に説教師ゲルハルトが、マルティン・ルターの新しい教えを初めてオッテルンドルフにもたらした。

## 住民

### 人口推移

1910年から2017年までのオッテルンドルフの人口推移

出典: 1910、1925–1939、1950、1961–1970、1987以降はいずれも12月31日時点の数値である

## 行政

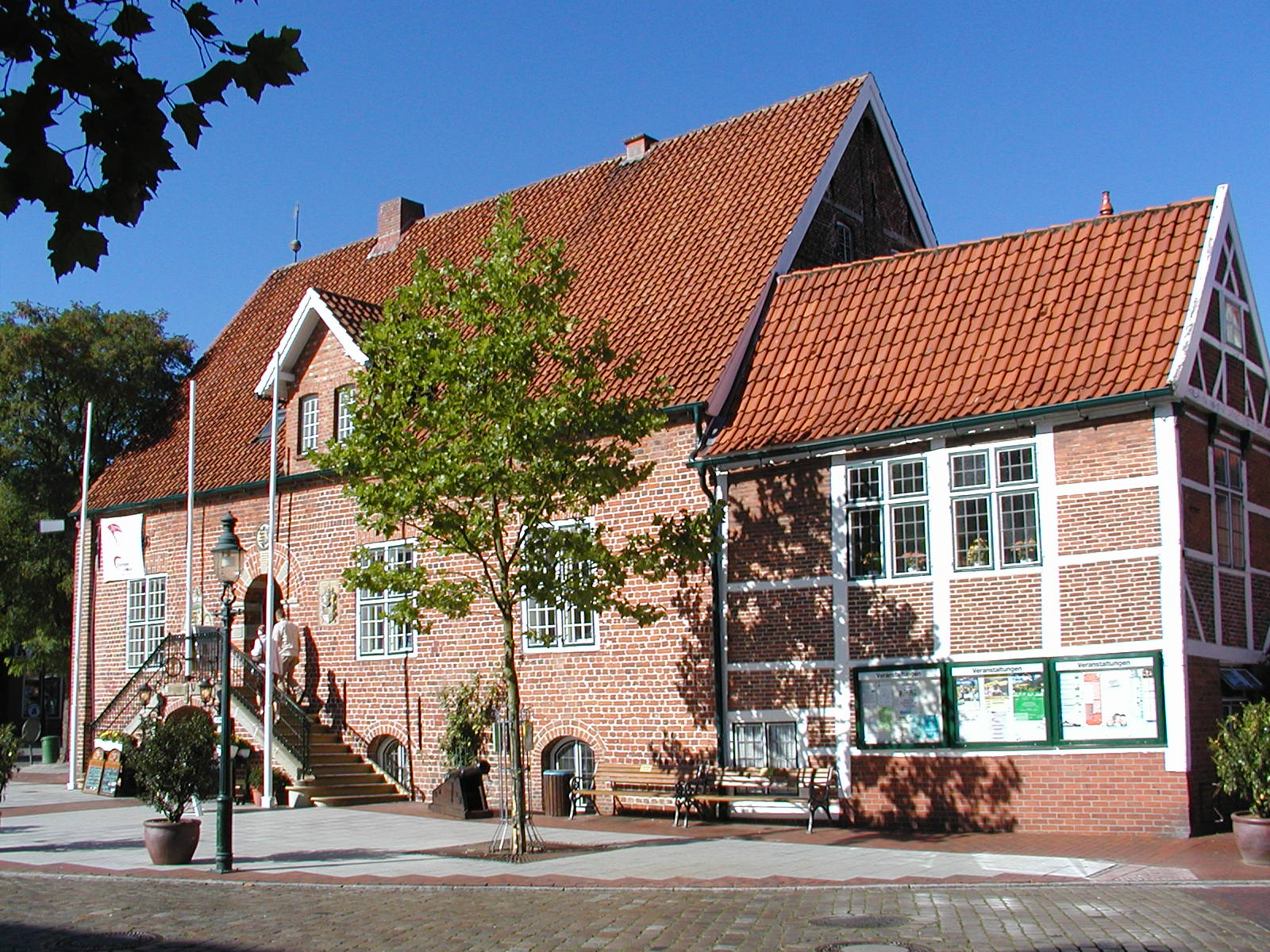
オッテルンドルフ市庁舎

### 議会
オッテルンドルフの市議会は、21人の議員で構成されている。これは人口 7,001人から8,000人のザムトゲマインデに属す市町村の議員定数である。議員は5年ごとに住民の選挙で選出される。
21人の議員は以下の委員会に属している: 行政運営委員会、建設・旧市街改修委員会、文化・スポーツ委員会、経済委員会、観光委員会、財務委員会。

### 首長
市議会は、クラウス・ヨハンセン（SPD）を任期中の名誉職の市長に選出した。
これまでの市長:
- 1972年 - 2011年: ヘルマン・ゲルケン (FDP)
- 2011年 - 2016年: クラウス・ヨハンセン (SPD)
- 2016年 - 2021年: トーマス・ブルヴィンケル (CDU)
- 2021年 - : クラウス・ヨハンセン (SPD)

これまでのシュタットディレクトール:
- 1986年 - 1995年: ヴォルフガング・フォッケル
- 1995年 - 2021年: ハラルト・ツァールテ
- 2021年 - : フランク・ティーレボイレ

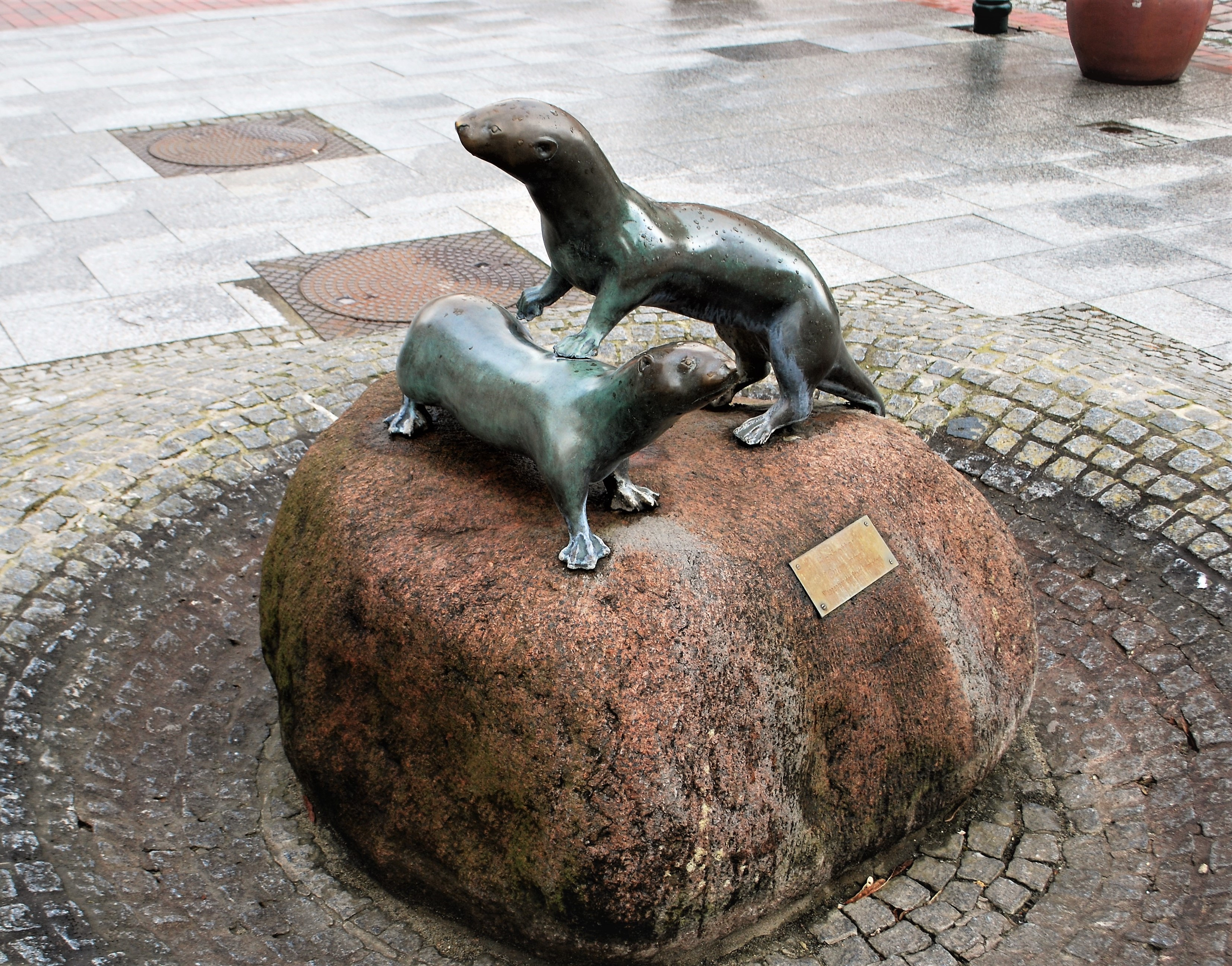
市庁舎前のカワウソの泉。カワウソはこの街のシンボルである。

### 紋章
オッテルンドルフの市の紋章の原型は歴史的なものである。一部に公爵家の紋章が用いられているが、ラント・ハーデルンは1407年から数十年間ハンブルク市に質入れされていたことから、おそらく15世紀の初めに成立したものと考えられる。
ニーダーザクセン州立文書館は、いくつかの配色の違いはあるものの、1948年に現在の紋章を承認している。この紋章は1955年9月20日に基本条例の形でオッテルンドルフ市議会で確定された。
図柄: 左右二分割。向かって左: 9回分割（10等分）された黒と金の横縞の地の上に、斜め弓なりに緑のラウテンクランツ（上部に葉花冠をあしらった飾り帯）。向かって右: 青地で、緑の基部に直立した金色のカワウソ。
解説: ラウテンクランツと横縞模様は、歴史的な市の領主ザクセン＝ラウエンブルク公の紋章である。カワウソ (ドイツ語: Otter) は、街の名前 (Otterndorf) にちなんだ地口の紋章である。この市の紋章は、1400年に都市権が与えられて以降の印章に由来する。紋章の左右が入れ替わっているものもある。

### 姉妹都市
オッテルンドルフは以下の街と姉妹都市協定を結んでいる
- シェリンガム（英語版）（イギリス、ノーフォーク）
- ペンツリン（ドイツ語版、英語版）（ドイツ、メクレンブルク＝フォアポンメルン州）

## 文化と見所

### 建造物

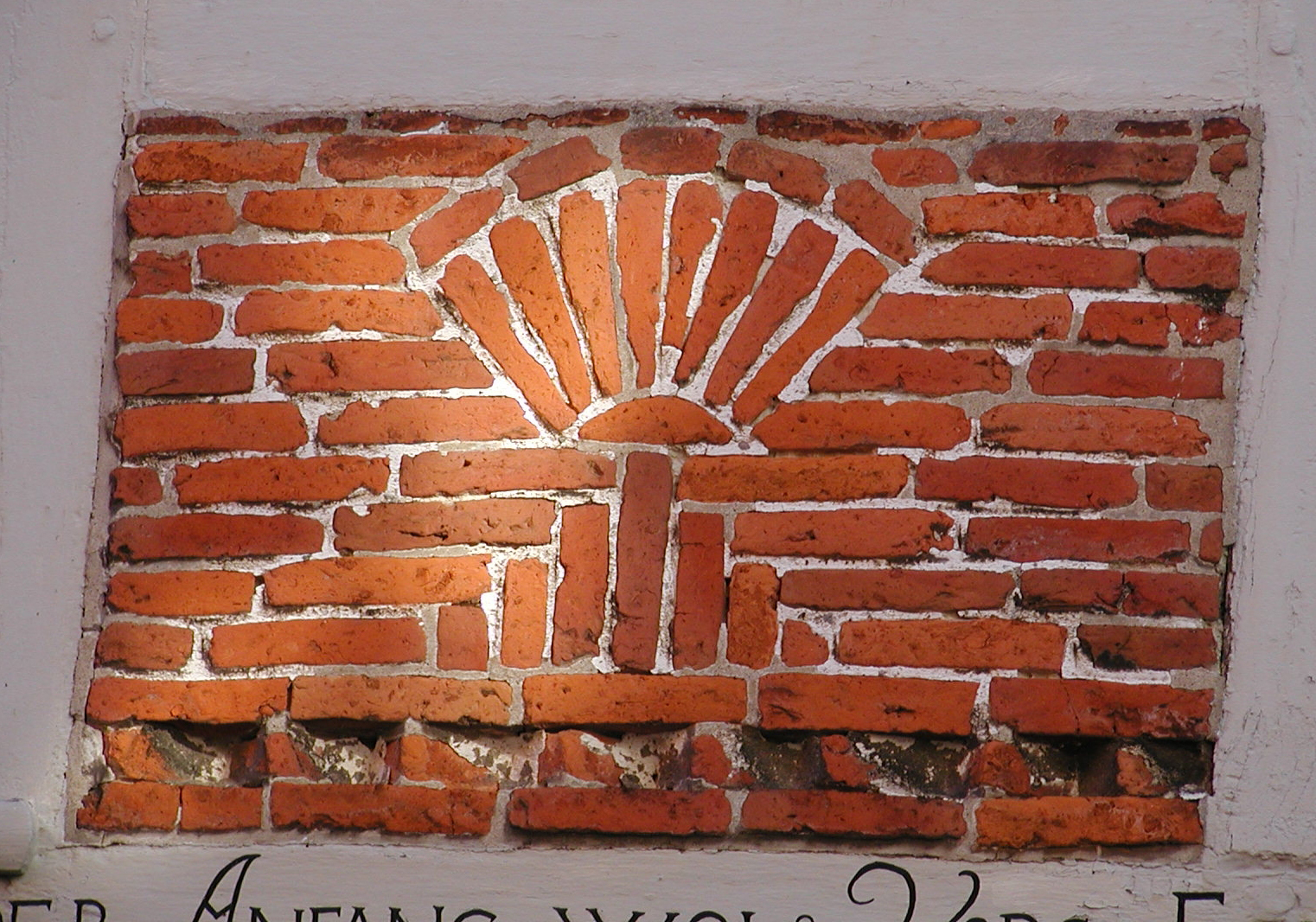
ヘクセンベーゼン

#### ヘクセンベーゼン
多くの家屋は、破風の壁の中に、ホウキのような模様をもつ石がある。この「ヘクセンベーゼン」（または「ドナーベーゼン」とも言う）は、悪魔の力を退けるというオッテルンドルフの迷信に基づいている。

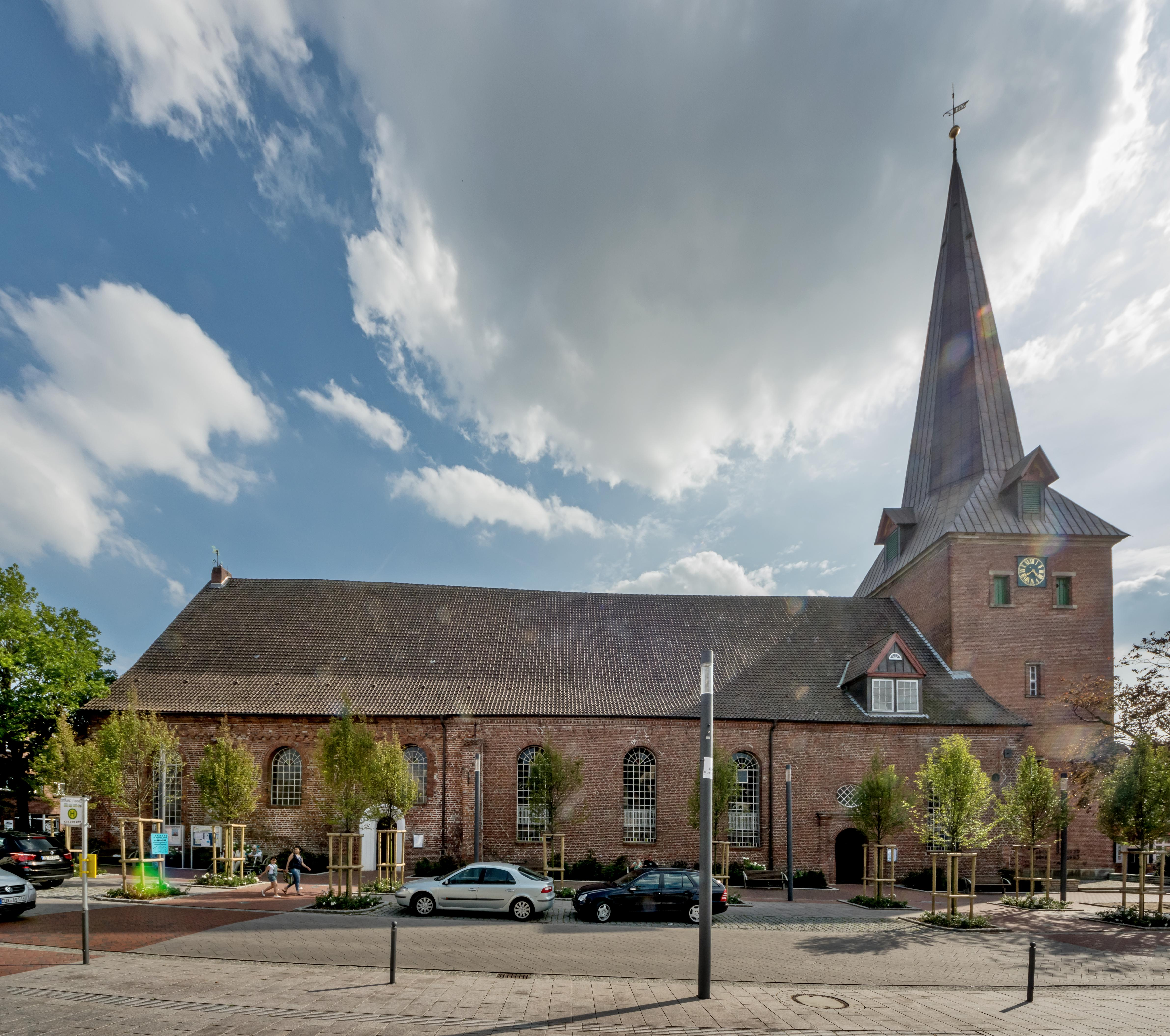
聖セヴェリ教会

#### 聖ゼヴェリ教会
オッテルンドルフ旧市街の中心に聖ゼヴェリ教会がある。この教会は大きく色彩豊かに仕上げられた、ラント・ハーデルンの農民の聖堂である。この教会のグロガー＝オルガンは、エルベ川とヴェーザー川との間の地域のオルガン史で最も重要なバロック・オルガンである。

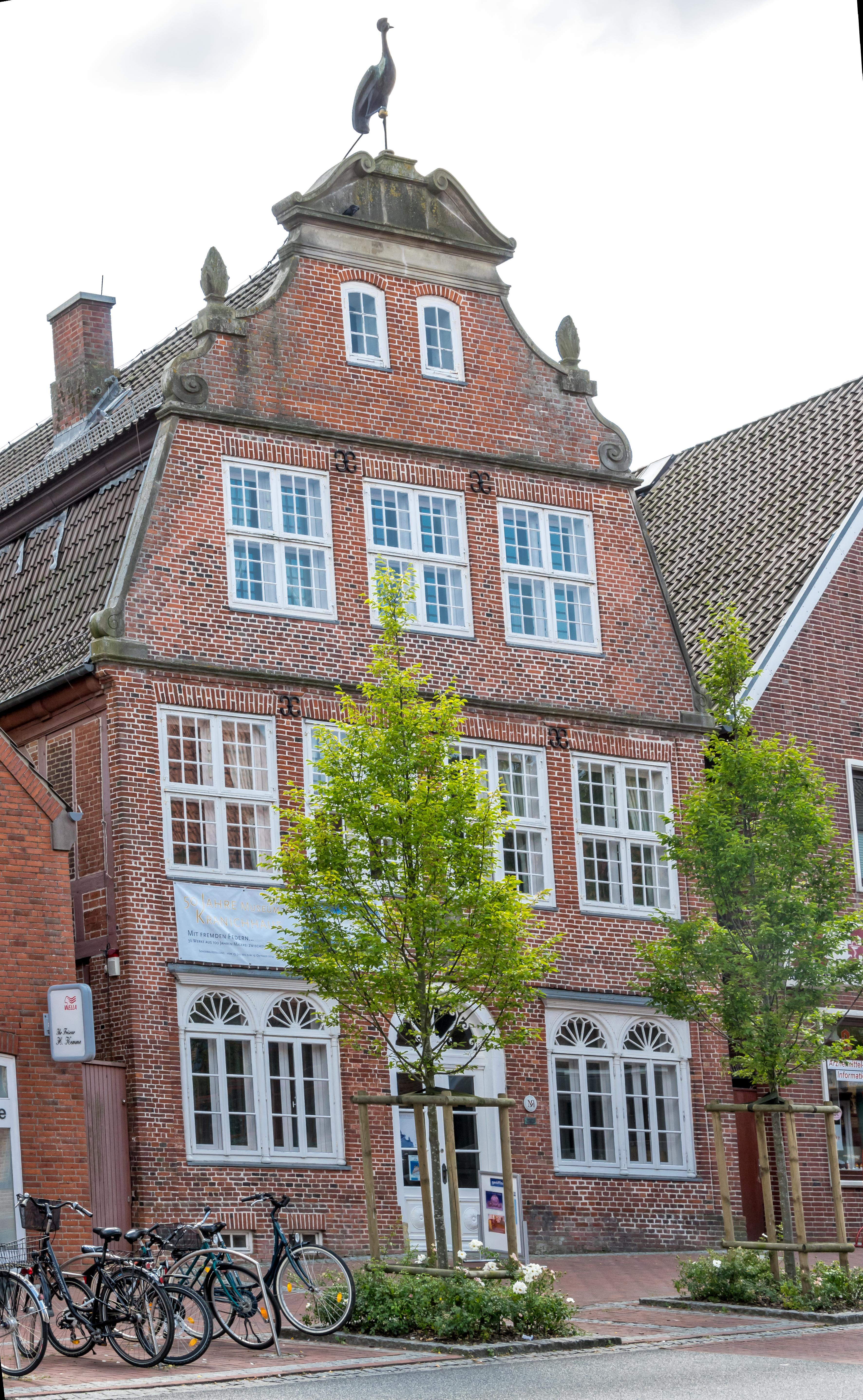
クラーニヒハウス

#### クラーニヒハウス
クラーニヒハウス（直訳: 鶴の家）の最も古い部分（玄関部分）は、1585年に建設された。バロック様式のファサードを持つこの建物は、ハンブルクのレンガ建築に倣って建設された。とても大きな納屋（ヒンターハウス）は1735年頃に増築された。現在ここには「古いラント・ハーデンの博物館」が入居しており、1850年頃までのこの地方の生活文化を展示している。特に大農場や市民の「代表的な暮らし」の情景や文物が展示されている。クラーニヒハウスは、エルベ川河口域左岸側で最も重要は建築文化財の1つとされている。この建物が現在の外観となったのは1760年頃である。バロックの石造ファサードと豪華な化粧漆喰の天井は、エリーザベト・ラディーク（旧姓ヤーコプセン）によって建設された。彼女は、夫の死後40年以上にわたって、このクラーニヒハウスでスパイス、塩、ワインの貿易を行い、成功を収めた。彼女は棟木に鶴を飾り、この建物に現在の名前を与えた。
この家の名前の元となった鶴は、用心深さの象徴である。「鶴は眠らないように石を持っている。眠っている者は財産も名誉も得られない。」鶴は現在も屋根の上におり、見張りを続けている。
クラーニヒハウス協会は1957年に設立され、クックスハーフェン郡と共同でクラーニヒハウスの維持管理を行っている。400人の会員を擁するこの協会は、この建物をラント・ハーデルンの博物館および郡立文書館として整備し、利用することに取り組んでいる。また、郡のいくつかの博物館と共同で、地域研究や文化財保護のための研究や発表を支援している。地方史、郷土研究、実地調査に関する講演会では、クラーニヒハウス協会は興味深いゲストや地元の人に、ラント・ハーデルン地方の昔の生活に親しんでもらえるよう努めている。子供向けに特別ツアーも行っている。

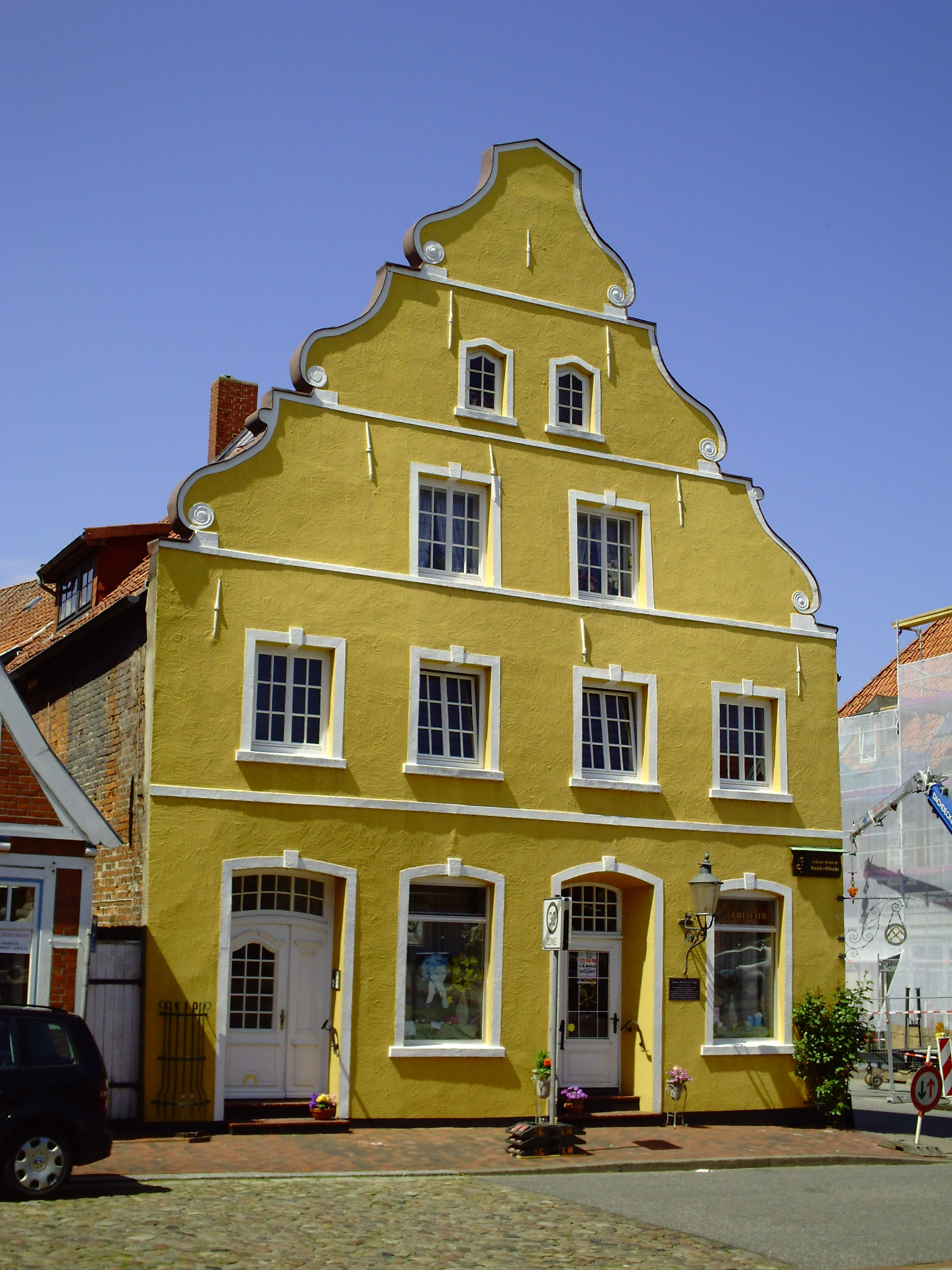
ゲルベス・バロックギーベルハウス

#### ゲルベス・バロックギーベルハウス
この建物（直訳すると、黄色いバロック様式の破風の家）には、1768年まで各時点の裁判長が住んでいた。
大きなレンガの長辺に木材の接合部が見えることから、漆喰塗りの破風は単にはめ込まれているだけと思われる。

#### 市庁舎
1583年に公爵の命令で建設された: 「地下倉庫を設け、その上に市庁舎に適した建物を建てよ。」ロビーにはオッテルンドルフの歴史を示す文物が展示されている。カール・オットー・マタイ、カール・ラングハイン、カール・クルンマッハーの油絵は、オッテルンドルフの昔の姿を示している。壁絵や天井画を含む1685年のバロック様式の木組みの増築部は、1994年/1995年に内部が専門的見地に基づき修復された。市庁舎ホールは、現在、市議会議場となっている。

#### ラテン語学校
この木組み建築は、1614年頃に、当時通常の建築様式であった敷桁建築で建設された。この建物は上階を設けることで広くなっている。土地の面積に応じて税金が計算されるため、こうすることで税負担を変えることなく、有効面積を増やすことができた。窓には今も一部に古いガラスがはめ込まれている。木組み建築の格子には様々な大きさのレンガが用いられている。屋根の上の小塔にはもともと鐘が1つ吊されていたが、現在は失われている。
この学校は長年、この地域の若者、ハドラーの農民、オッテルンドルフの市民にとって、大学で学ぶための一般教育を受けることができる唯一の機会であった。
詩人で翻訳家のヨハン・ハインリヒ・フォスは1778年から1782年までこのラテン語学校の校長を務めた。

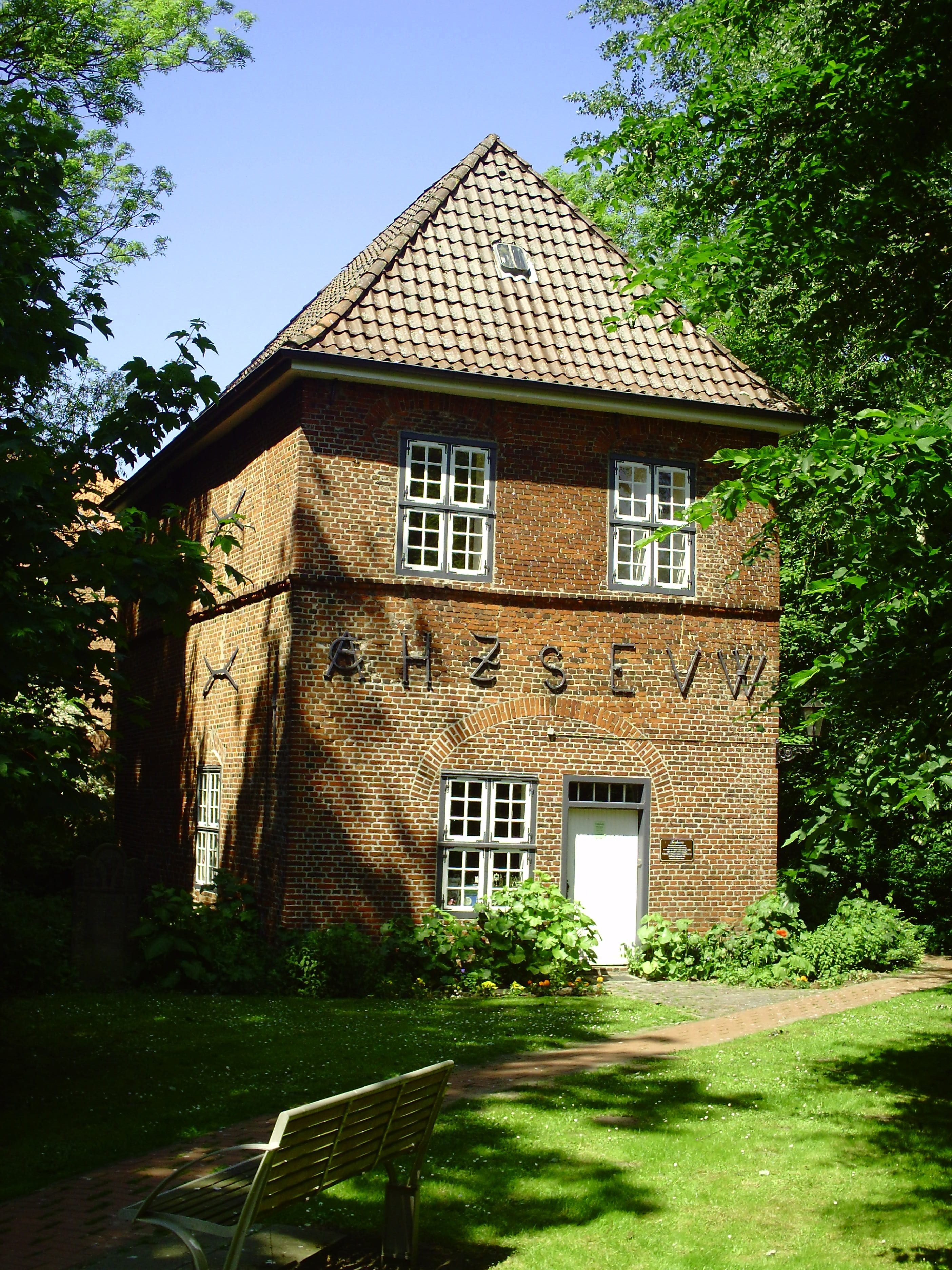
トーアハウス

#### トーアハウス（博物館）
援助協力関係にあるラビアウ郡の郷土博物館となっているトーアハウス（楼門）は、1641年にレンガで建設され、城の池とともに城館の防衛施設として用いられていた。この門は、早くも1390年にオッテルンドルフのドルフヴルトの北西にある古い城砦施設の一部として記録されている。この博物館は1988年から故郷を逐われた東プロイセンの文化と歴史に関する興味深い文物を展示している。1952年に当時のラント・ハーデルン郡はラビアウ郡と支援協力関係を結び、ラムシュテット農業学校内に郷土室を設けた。ハーデルン郡を引き継いだクックスハーフェン郡は、この協力関係を更新し、トーアハウスの大きなスペースを博物館として使用した。門のアーチの銘文には「ザクセン、エンゲルン、ヴェストファーレン公アウグスト（カタリーナの夫）」と記されている。
トーアハウス近くのロンデルにあるラビアウ同郷会の記念碑も、この歴史を記念するものである。入場は無料だが、開館時間は季節によって異なっており、予約が必要である。

#### 城館、現在の区裁判所
1400年以前には既にオッテルンドルフに最初の城館が存在した。この城は戦争中の戦いで1400年頃に破壊され、さらに1773年以前に老朽化のために撤去された。現在の城館は、1773年に建設された。大変古い樹木が育つ小さな公園の中にあり、現在はオッテルンドルフ区裁判所が入居している。

#### アム・グローセン・シュペッケン
この名前は、護岸施設に由来する。藪と葦の原に、船着き場（平底の小舟や搬送用ボート用である）への乾いた足下を確保するために粗朶でダムが造られた。この川岸は埋め立てられた (gespickt) のである。
高さ 5 m、メデム川から 6.7 m の木製の巻き上げ式港湾クレーン（トレッドホイール式クレーンではなく、屋根の下の両側に、2本の駆動輪付きのシャフトがあり、エンドレスロープで駆動する。現在のものは20世紀後半のレプリカで、1750年頃に造られたオリジナルは、1942年に取り壊された）が、かつての活発な荷物の積み替えを物語っている。以前はここで金曜日ごとに週の市が開かれていた。この他に、観光船「イェンス号」と「オンケル・ハインツ号」がここからメデム川遊覧に出発する。

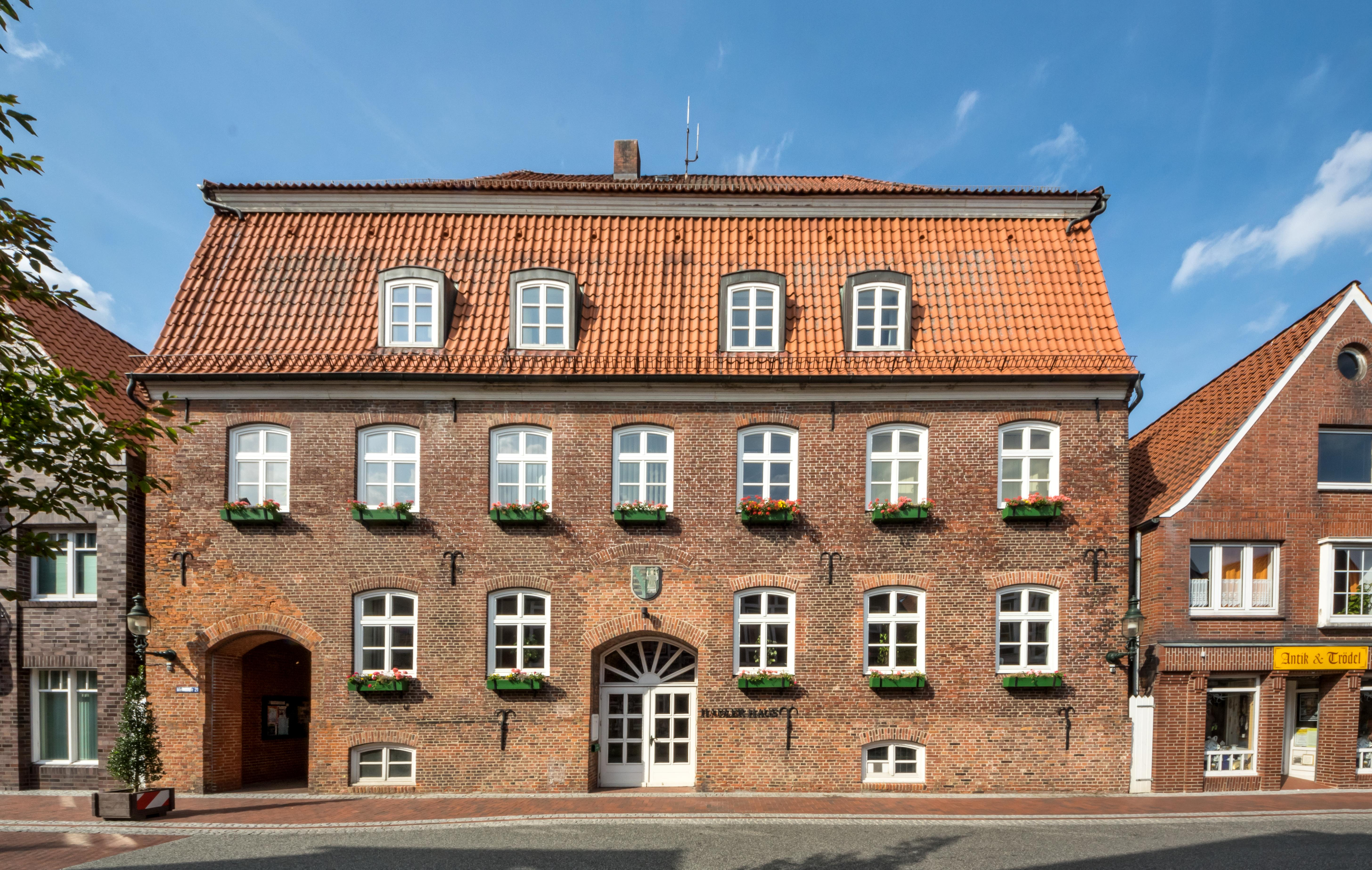
ハドラー・ハウス

#### ハドラー・ハウスと市の倉庫
街の中央、マルクト通り沿いに、印象的なレンガ造りの建物がある。この大きな赤い建物は1792年に商人の家兼穀物庫として建設され、19世紀にはホテルとして利用されたが、その後税務署となった。1982年からはザムトゲマインデ・ハーデルンの、2011年からはザムトゲマインデ・ラント・ハーデルンの役所として利用されている。家の中央に印刷機がある。中庭の左手は、18世紀末に建設された市の倉庫につながっている。この建物は元々倉庫として利用されていたが、現在は人気のよく利用されるイベント会場となっている。
2009年のバイパス道路 B73a の建設と2013年のオッテルンドルフ内市街の近代的改造が完了したことにより、この2棟の建物周辺の交通量は大幅に軽減された。
1991年から、芸術史家ウルリーケ・シックの美術館が運営されている。ほぼカタログ付きで年に4回の入れ替え展示がなされている。入れ替え展示の国際的な貸し出し品は、その都度選ばれたコレクションの一部で補完され、建物の2つのフロアを使って展示される。クックルハーフェン郡は美術館の運営者として、入れ替え展示ごとに作品を買い上げており、コレクションの質の向上と完全性に寄与している。スタジオ A（現在は抽象芸術美術館）の愛好・振興会、ニーダーザクセン貯蓄銀行基金、ハノーファー保険グループ VGH、および篤志家による長期的な貸与が、さらなるコレクションの充実に貢献している。

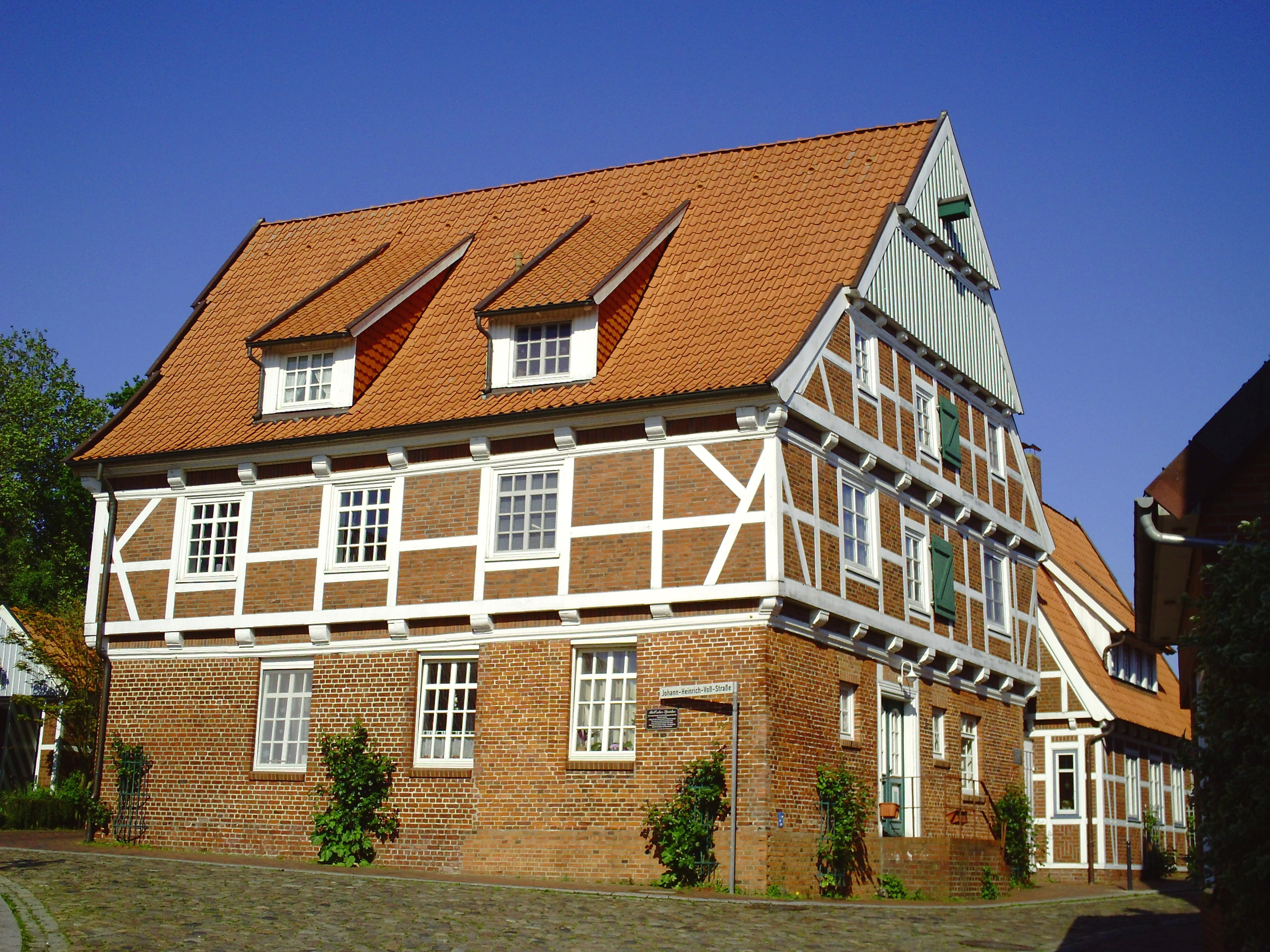
ブルシャー倉庫

#### 倉庫都市とブルシャー倉庫
オッテルンドルフには棟木にクレーンを備えた大小いくつもの倉庫がある。教会の裏手、メデム川沿いにブルシャー倉庫がある。これは、レンガと木組みで造られた最大級の倉庫建築の1つである。現在倉庫の多くは、住居やオフィスとして利用されている。

#### 郡役場
市役所の向かいに1754年に建設されたレンガ造りの建物がある。これは元々商人の家であったが、長年郡役場として利用され、現在はクックスハーフェン郡立文書館となっている。B73号線拡張のため、北の破風は何度も取り外さなければならなかった。

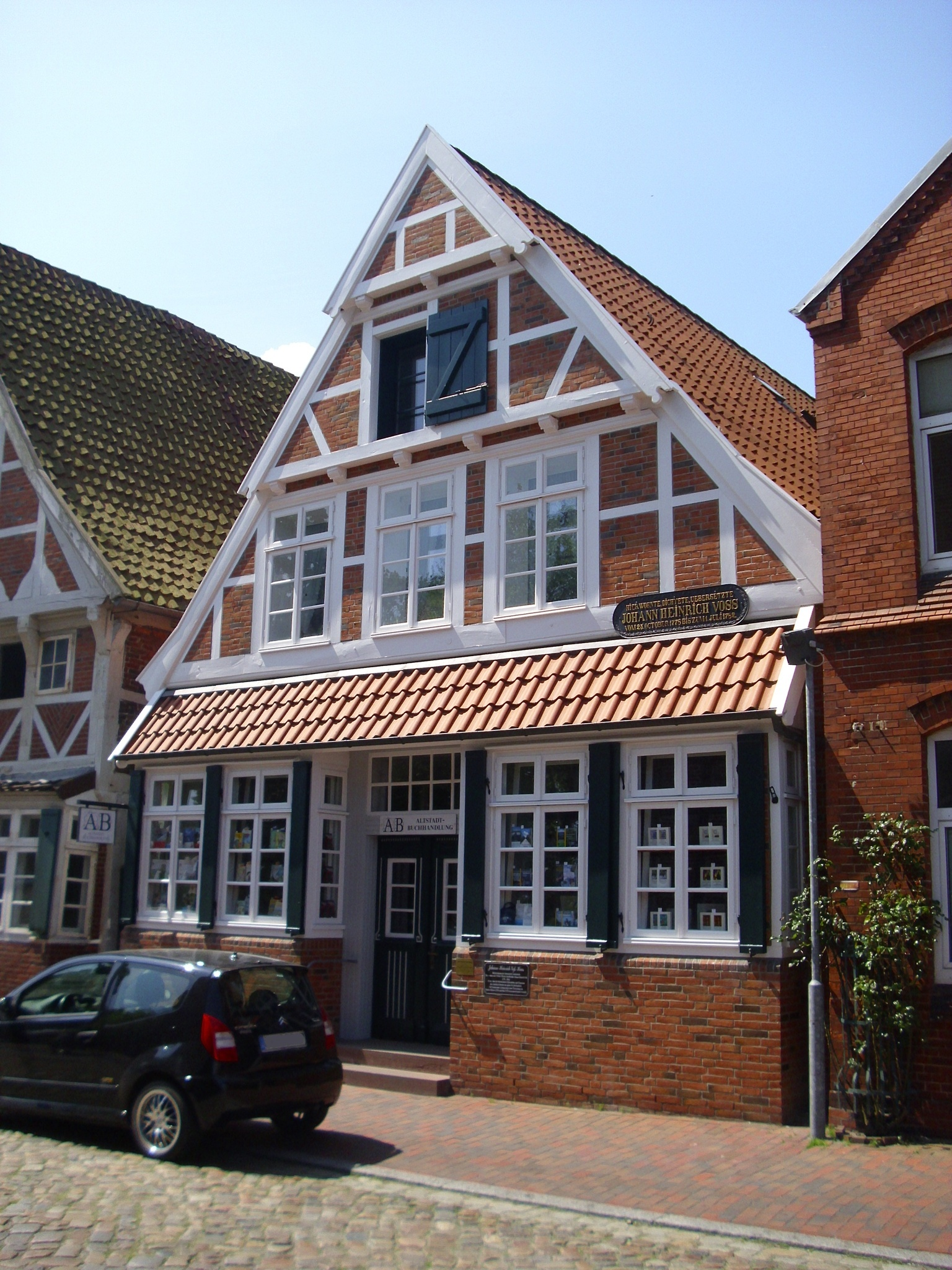
フォス＝ハウス

#### フォス＝ハウス（博物館）
美しい木組み建築で建設されたヨハン＝ハインリヒ＝フォス通り 8番地の建物には、かつてはラテン語学校の校長が住んでいた。したがってヨハン・ハインリヒ・フォスもここで暮らした。この通りの名前は彼にちなんで改名された。
この建物には現在、この詩人で翻訳家で書籍商でもあったフォスの生涯と作品を展示しており、さらには入れ替え展示も行っている。

### 抽象芸術美術館
クックスハーフェン郡抽象芸術美術館は1976年から公開運営されている。当初からこの博物館は1945年以降の芸術作品（初めは、具象芸術/構成主義作品やアンフォルメルに重点が置かれていた）を収集、展示している。1999年にコレクションの拡張が決定され、現代美術の抽象性に着目した美術館がオープンした。この美術館は、収蔵作品の他に、年4回のクオリティの高い入れ替え展示を行っている。

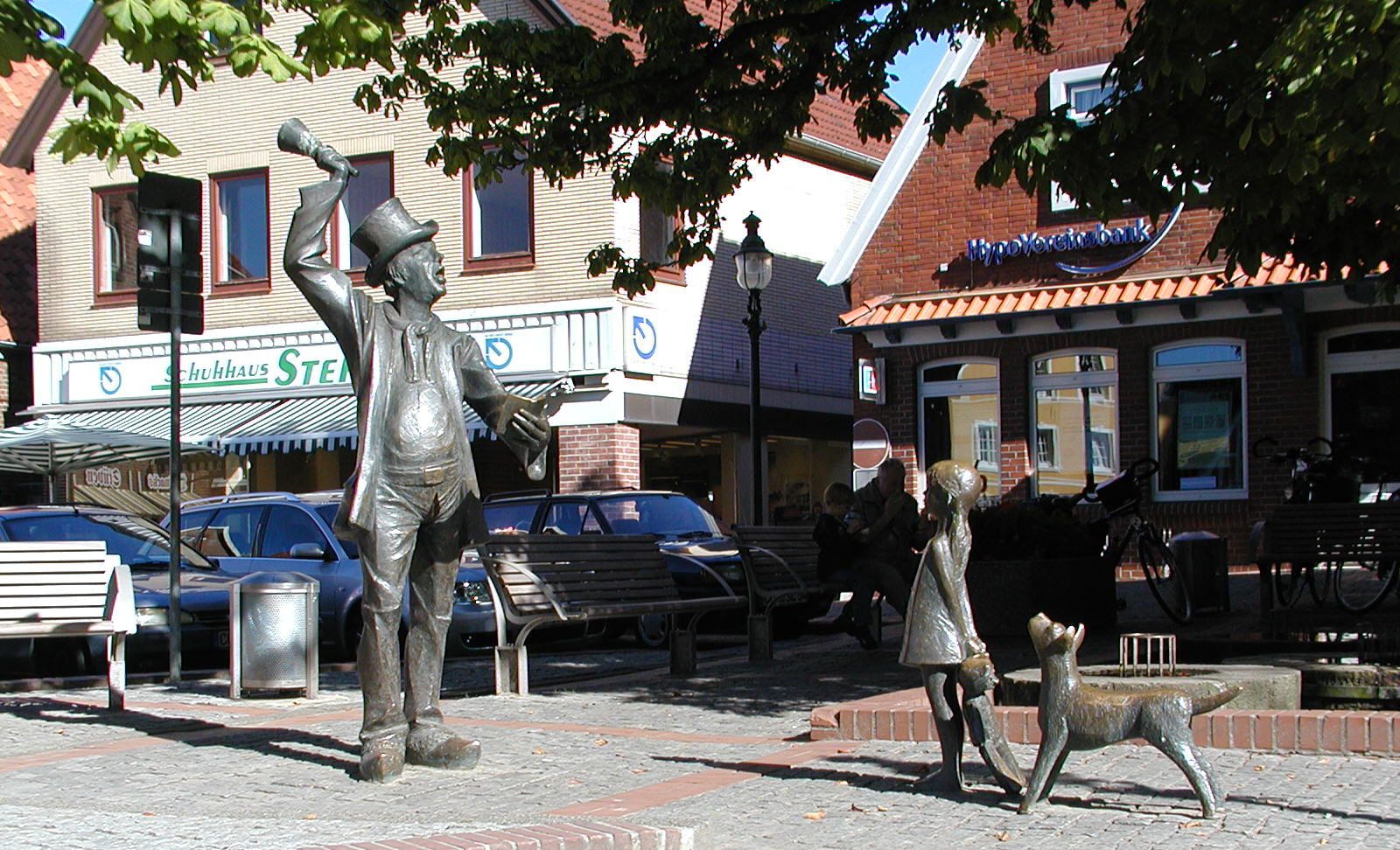
デ・ウトレーパー

### デ・ウトレーパー
フリヨ・ミュラー＝ベレッケ作のブロンズ像「ウトレーパー」(Utröper) は、かつてニュースや役所の決定事項を周知させるために、街の指導者が雇った触れ回り役を表現している。また、オッテルンドルフのビジネスマンは、新しい商品を宣伝するためにウトレーパーを借りることもできた。新鮮な魚やカニを持った漁師や行商人たち、みんな街中で鐘を鳴らし歩いていた。

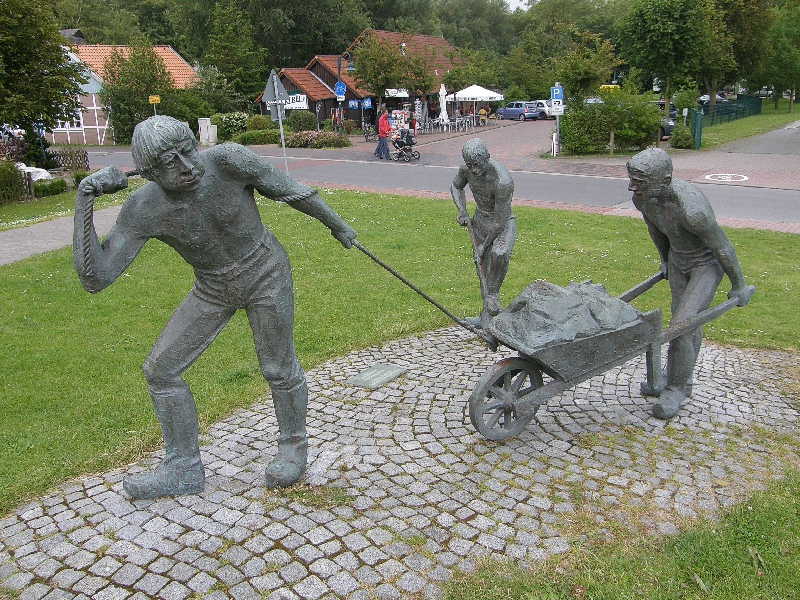
揚水場の堤防建設記念碑

### 揚水場の堤防建設記念碑
フリヨ・ミュラー＝ベレッケ作のもう一つのブロンズ像は手押し車や引き綱で堤防工事を行う群像を表している。現場に設置されたこの群像は、かつての堤防建設の労苦を強く印象づける。この銅像は1996年に水利土壌連合の寄付として建立された。2010年に先頭の人物像がブーツの上辺りで切断され、盗まれた。2012年4月に新しい像が鋳造され、元の状態が復元された。

### レジャー施設ゼー・アハテルン・ディーク
オッテルンドルフには、北海に面した堤防沿いにレジャー施設「アハテルン・ディーク」がある。この施設には、様々なウォータースポーツのためのいくつかの湖、500張り以上のスペースがあるキャンプ場、レジャーハウス、大きな芝生広場、テニスコート、悪天候でも子供たちが遊べる屋内遊技場「シュピール & シュパース＝ショイネ」がある。

### ハドラーの物語の径
自転車道沿いの32のステーションで、ハドラー地方の物語が紹介されている。

### サマーキャンプ
ミュゲンドルフ地区にハノーファー出身の政治家にちなんだサマーキャンプ・ハインリヒ・ヴィルヘルム・コプフがある。堤防裏に、ハノーファーの市区にちなんだ名を付けられた多くのテント村がある。夏季には、スポーツクラブ、学校のクラス、町の青少年保護活動で、あるいは国際的な青少年交換留学で同時に700人までの子供が活動することができる。

### 人形資料室（博物館）
マルクト通り12番地に、1890年から現在までの約1300体の人形を収蔵する人形展示室がある。人形の他に、ドールハウスやぬいぐるみの動物なども展示されている。

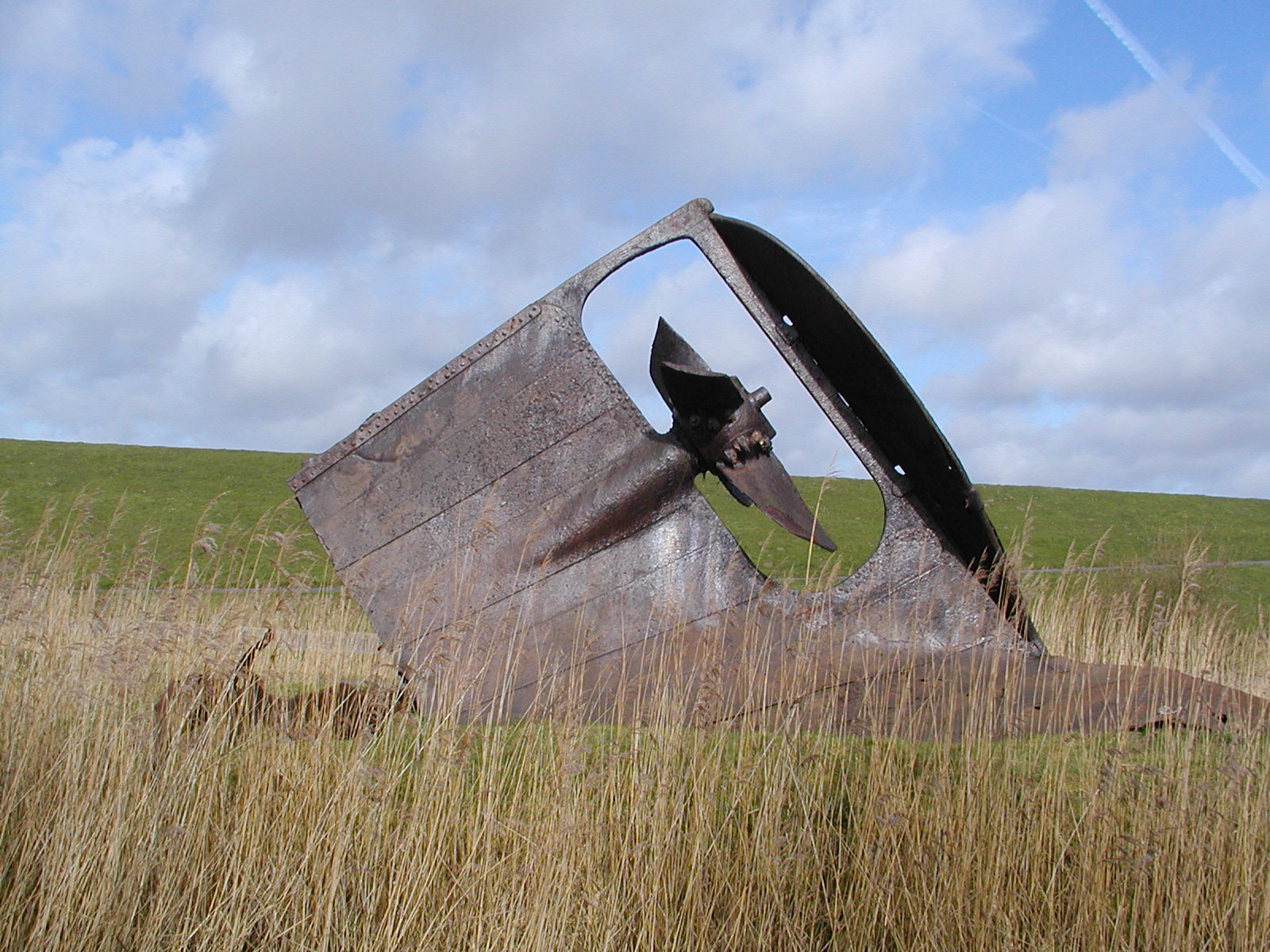
難破船「カフラリア」の船尾部

### オーベルンドルフの難破船
過去何世紀もの間に、多くの船がオッテルンドルフ前のエルベ川で沈没または座礁した。こうした船のうちの1つがイギリスの蒸気船「カフラリア」である。この船は、1891年1月7日にハンブルクへ向かう途中、オッテルンドルフ前のグラマイヤー堤防付近で座礁した。積み荷はガラス製品、陶磁器製品、家庭用品、キッチン用品、玩具、羊毛、様々な種類の道具、ハル/イングランド産の家庭燃料用石炭であった。
価値の高い積み荷は、船がエルベ川に沈没する直前に、浜辺の住民たちによって素早く、一部は合法的に、他は非合法に運び出された。
1984年、この船は小型船舶の航行の障害となっていたためクックスハーフェン水運船舶局の命令で撤去された。ラダーブレードやスクリューが付いた船尾部分は、ゼー・アハテルン・ディークの浜辺に移動された。最後のエルベ川の浚渫とそれに伴うオッテルンドルフ前の干潟整備によって再発見された難破船に関する情報は、クックスハーフェン難破船博物館に記録されている。

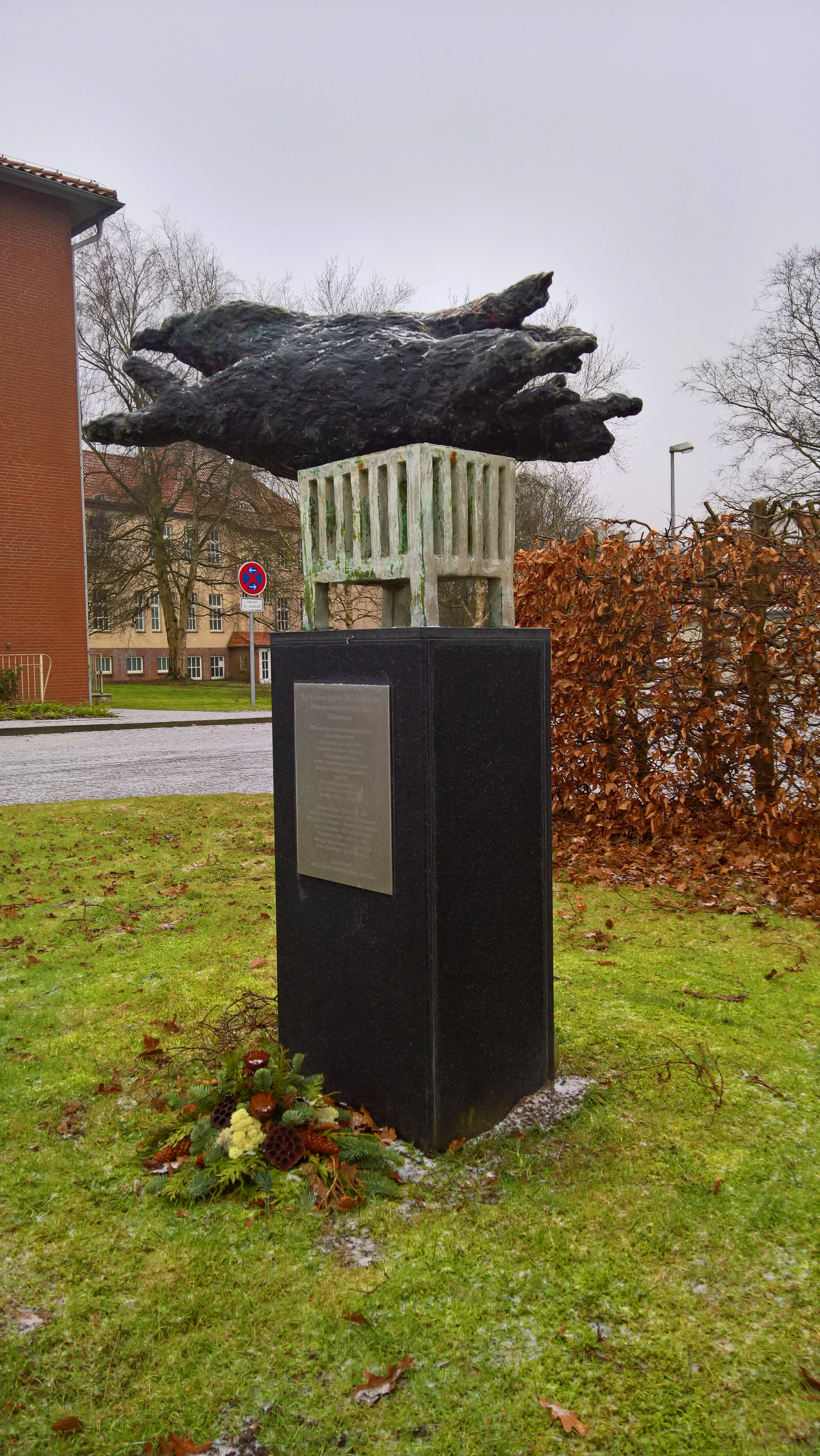
14人の赤ちゃん追悼碑

### 14人の赤ちゃんの追悼碑
1944年/1945年オッテルンドルフの郡立病院の小屋で東ヨーロッパから徴発された女性強制労働者の14人の赤ちゃんの命が奪われた。「意図的な栄養不足、おろそかな衛生状態、薬品投与の中止によって「間接的な殺人」が行われたのだ。」Zukunft durch Erinnern（直訳: 記憶を介した未来）協会代表のラインハルト・クラウゼは、これは誰も聞きたくないほど陰惨な話だと述べている: 「オッテルンドルフの墓地にあった14人の赤ちゃんの墓は1968年に取り壊され、平地にされた。（中略）35年後になってやっとオッテルンドルフは記憶の再生に公的に着手した。長い政治的闘争の末、2003年の国民哀悼の日に『戦争と暴力によって命を落としたすべての子供を記念する』という銘を持つ記念碑が墓地に建立された。」当初、14人の子供の名前は記されないままであった。2009年5月8日に亡くなった強制労働者の子供の名前が書かれた真鍮の追悼碑が完成した: 芸術家ラヒェル・コーンが創ったベビーベッドの上に暗い雲が覆う像と、その下に14人の名前が書かれたプレートが設けられた。「14人の子供たちの運命を思い起こすことで、現代の子供や若者たちが批判的な精神を目覚めさせることができるように願う。」

### 音楽
オッテルンドルフでは様々な音楽ジャンルが愛好されている。たとえば、ロック＝フェスティバル「ハーデルン・ロックス」に出演する様々なロック、メタル、クロスオーバーのバンドの他に、多くの地元音楽グループが存在している。ゴスペル・コーラスの「ザ・チアフル」は、聖ゼヴェリ教会で毎年ニューイヤーコンサートを開催しており、大いに人気を博している。オッテルンドルフ・シャンティーコーラスやシュピールマンツーク・オッテルンドルフ（マーチングバンド）も大きな人気を得ている。シュピールマンツーク・オッテルンドルフは、60人以上のメンバーが登録する、この地域最大級の音楽クラブの1つである。夏には、シュピールマンツークは周辺の射撃祭で絶えず演奏を行っている。

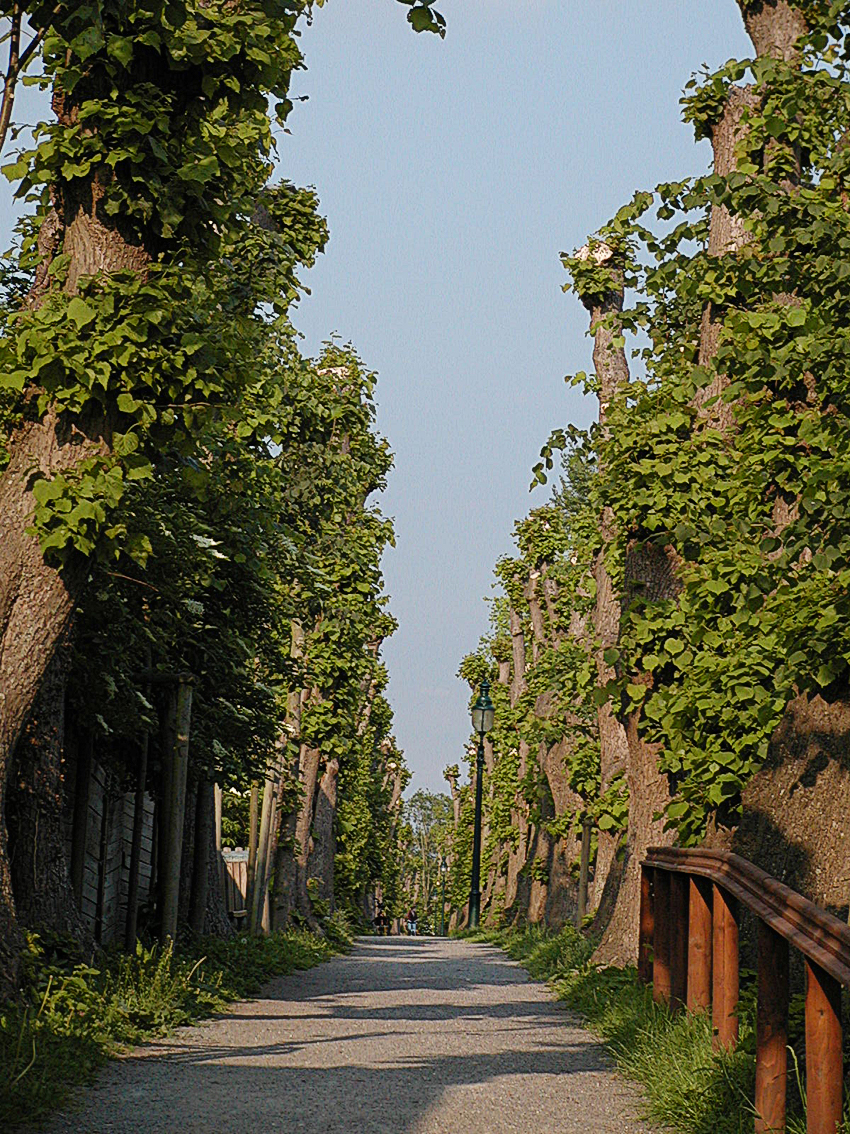
ジューダーヴァル

### その他の見所
- ノルダーヴァル（北の土塁）
- ジューダーヴァル（南の土塁）
- 郡庁舎
- 聖十字架教会

### 工芸品

#### 銅版画
この街の最も古い景観図は、オッテルンドルフのクックスハーフェン郡立文書館にある。1747年製のこの銅版画は、同年に亡くなった医師ヨハン・ニコラウス・グリマンがオッテルンドルフを南から描いたものである。識別できるのは、19世紀までウシが草を食んでいたエシュヴァイデ、左側がクーレミューレで右側がメデム川である。屋根の上に1615年製の小塔を戴いた1580年建造の東門、古く1804年に取り壊された教会塔や、その背後に風車や民家が見られる。街は土塁と堀で囲まれていたが、18世紀半ばに埋め立てられ、セイヨウボダイジュが植えられた。

#### オッテルンドルフの銀製品
18世紀の2人の金細工師がラント・ハーデルンで最も貴重な品物を創り上げた。ペーター・マイヤー（1697年 - 1760年）とペーター・ニコラウス・マイヤー（1737年 - 1794年）は、ヨーロッパ全土で最も優れた職人に数えられる。彼らの金細工作品は、裕福な、非清教徒のハドラー住民に大きな評判となった。比較的自由な環境は、エルベ川下流域の住民に急速に富をもたらし。それはニーダーエルベ湿地の家や屋敷だけでなく、人々の教育や食卓文化にまで影響を及ぼした。オッテルンドルフだけで、1550年から1900年までに45軒を超える金細工工房が知られている。ペーター・ニコラウス・マイヤーの生きた時代には、8軒の工房が同時に存在していた。1995年以降、クラーニヒハウスのラント・ハーデルン博物館は膨大な金・銀製品を収集している。展示品には、銀杯、洗礼盤としても用いられた平鉢、コーヒーポット、カトラリー、その他の17世紀から18世紀の高価な金・銀製食文化製品がある。

### 年中行事

#### 旧市街祭
旧市街祭は毎年8月最終週末に開催される。この祭は金曜日の「ポルターアーベント」で始まる。この地域の地元の人々にとってこの祭は、土曜日に働かなくてはならない友人や土曜日に他所からやってくる人と再会する良い機会である。土曜日の朝はノミの市で始まり、一日中様々なイベントが行われ、夜には音楽グループや芸術家たちのステージが上演される。旧市街祭は日曜日の日の出で終了する。この時、最後の歌が演奏され、最後の屋台が警察によって閉店するよう命じられる。隣街のクックスハーフェンには歴史的な都市中核部がなく、この街のような旧市街祭も行われないため、毎年数千人がクックスハーフェンからオッテルンドルフにやってくる。クックスハーフェンのバス会社は、「パーティーペンドラー」（パーティー参加者）のための特別バスを運行している。

#### ナイトツアー
年3回、6月、7月、8月の各13日に、オッテルンドルフでは「女性夜警」ヴェーラ・ディークマンとともに行くナイトツアーが開催される。毎回数百人がこのイベントのためにやってくる。このツアーでは、たとえばオペラ歌手やさまよう幽霊などの演出を楽しむことができる。

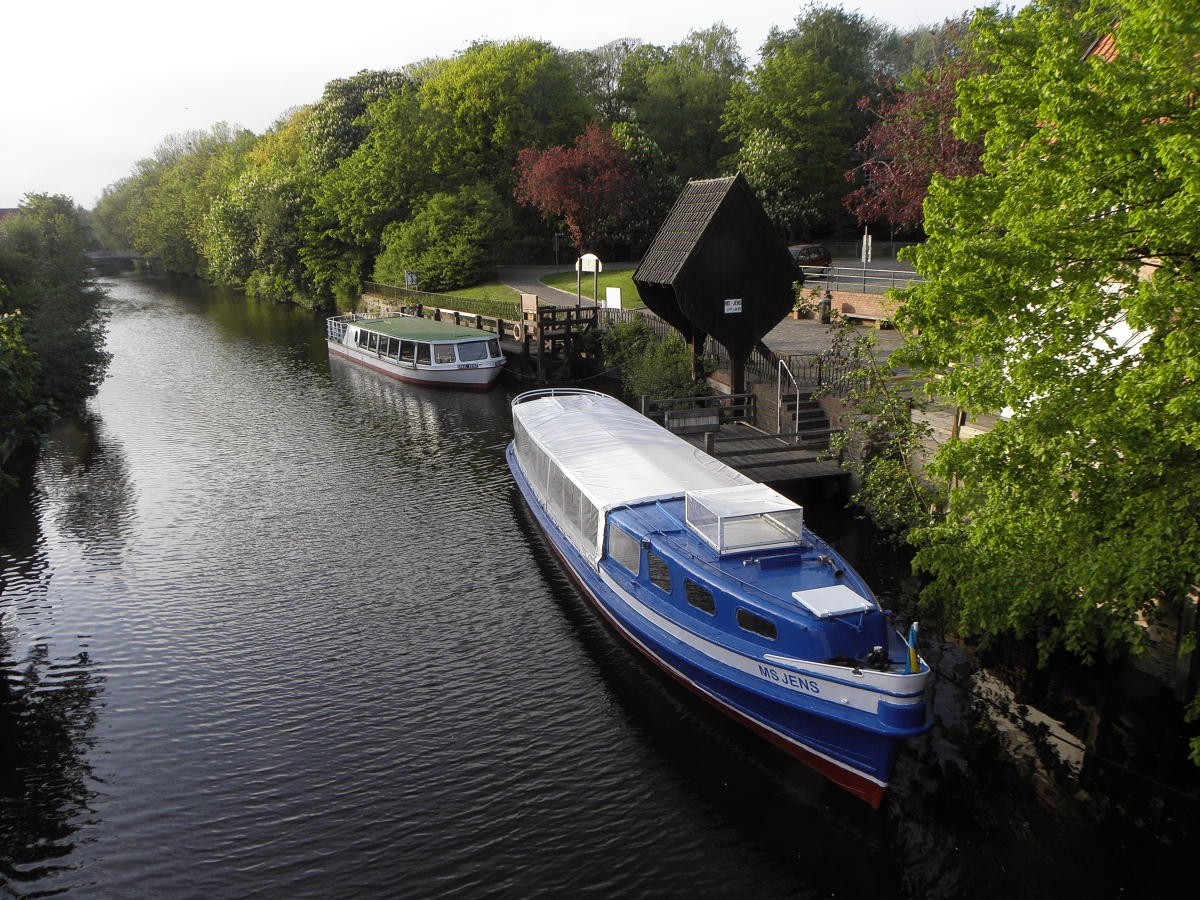
アム・グローセン・シュペッケンの観光船「イェンス号」（手前）と「オンケル・ハイツ号」（奥）

#### その他のイベント
- 3年ごとに行われる市が主催するヨハン＝ハインリヒ＝フォス文学賞と政治賞の授賞式
- ハドラー射撃隊 1863 e.V. の射撃・民衆祭
- 毎年7月の第3週末に開催される「ゲルマンの5つの戦い」
- シュペッケンフェスト
- ハーデルナー運河での手漕ぎボートレース
- 「オッテンドルフのオルガンの夏」7月初めから8月終わり
- 海浜マラソン
- フォルクスバンク・トライアスロン[20]

夏季には、かつてのハンブルク港のランチが2艘、メデム川を航行している。「イェンス号」と「オンケル・ハインツ号」はシュペッケンまたは水門沿いの施設からノイエンキルヒェン、ペディングヴォールト（ノイエンキルヒェン町内）あるいはイーリエンヴォールトまで様々な長さのルートを運航している。メデム川の川岸は護岸がなされておらず、6 km/h で航行している。こののんびりとした船旅は堤防の斜面の保護に役立ち、堤防の様子やその植生を観察する十分な時間を提供する。土手の動植物相は、干潟の細い流れから道路建設前の重要な経済道路になるまでの過去が明らかとなり、過去や現在の会社、歴史と関係した建物が土手に見られる。

## 経済と社会資本

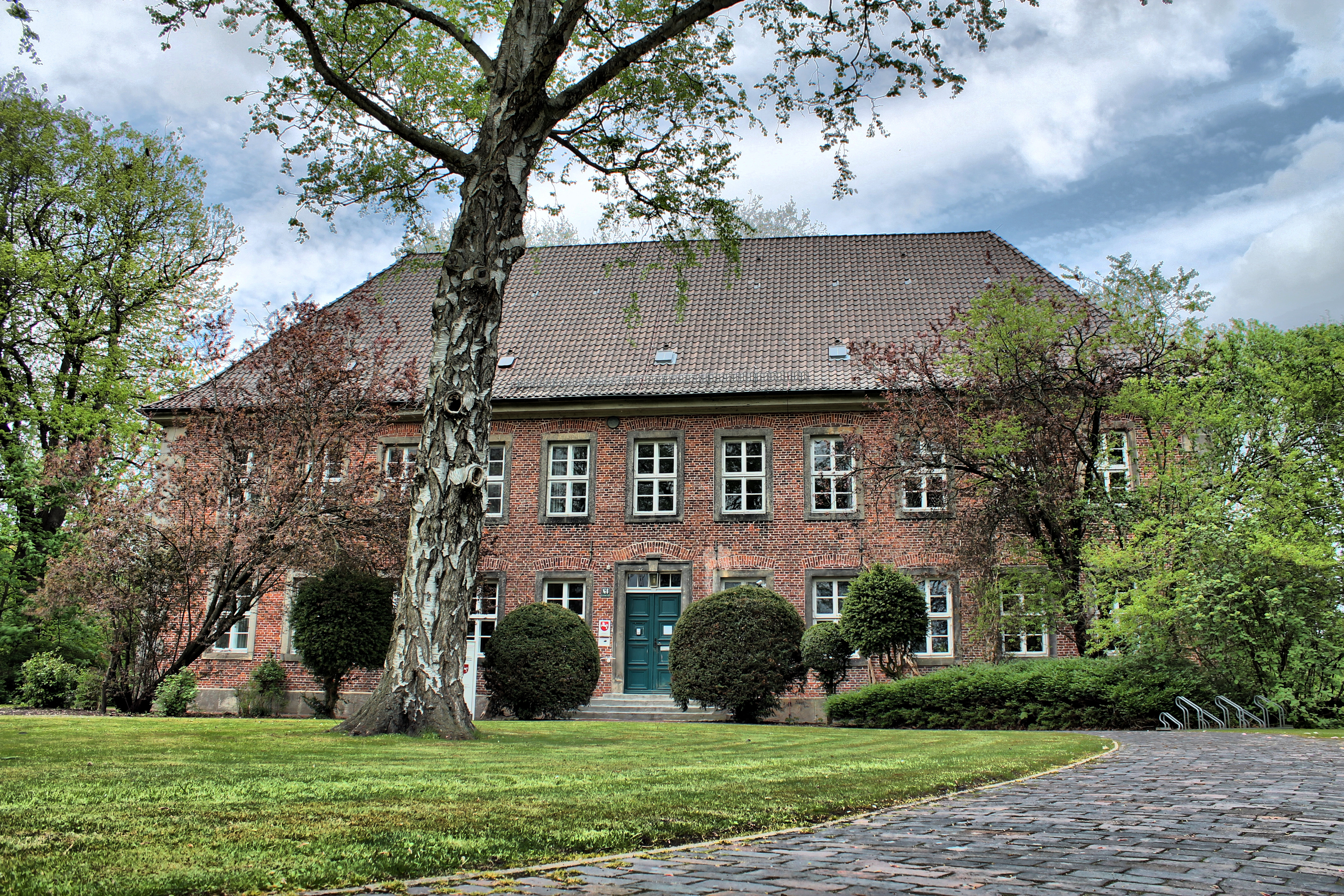
オッテルンドルフ区裁判所（旧城館）

### 公共機関
- ザムトゲマインデ・ラント・ハーデルン、マルクト通り 21番地
- オッテルンドルフ警察署、アム・グローセン・シュペッケン 7番地
- オッテルンドルフ登記所、アム・グローセン・シュペッケン 7番地
- オッテルンドルフ区裁判所、アム・グローセン・シュペッケン 6番地

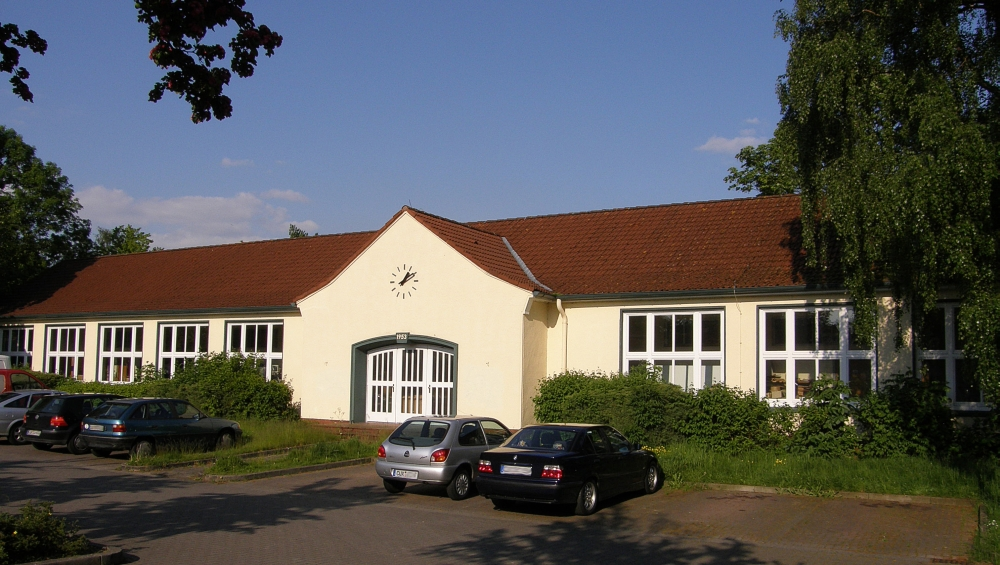
本課程学校

### 教育
ラント・ハーデルンの自由な歴史を有する岸辺の街オッテルンドルフは、中世から既に市民や周辺の農民のためのラテン語学校を重要視していた。オデュッセイアの翻訳者ヨハン・ハインリヒ・フォスは1778年から1782年までラテン語学校の校長を務めた。
オッテルンドルフの現在の学校は以下の通り:
- オッテルンドルフ基礎課程学校
- ヴィトマックシューレ - 学習補助のための学校
- 本課程学校
- ヨハン＝ハインリヒ＝フォス実科学校
- ギムナジウム・オッテルンドルフ
- 農業学校
- クックスハーフェン郡市民大学 e.V.

### 社会福祉機関
- ハーデルン社会ステーション
- ハウス・アム・ジューダーヴァル、老人・介護ホーム
- ドイツ赤十字 - 青年介助ステーション
- 福音主義ルター派幼稚園
- ドイツ赤十字幼稚園
- オッテルンドルファー・キンダーシュトゥーベ、託児施設
- クックスハーフェン/ハーデルン救急サービス

### 教会
- 福音主義ルター派聖ゼヴェリ教会
- カトリック聖十字架教会
- 新使徒派教会（ドイツ語版、英語版）

### 経済
オッテルンドルフは現在人気の観光地であり、地域計画上、中級中心的な一部機能を備えた基本中心の役割を担っている。オッテルンドルフおよびその周辺には、浜辺近くに多くの水浴池、キャンプ場、多くのレジャー宿泊施設やユースホステルがある。この街は、いわゆるクックスラント観光の中心地である。

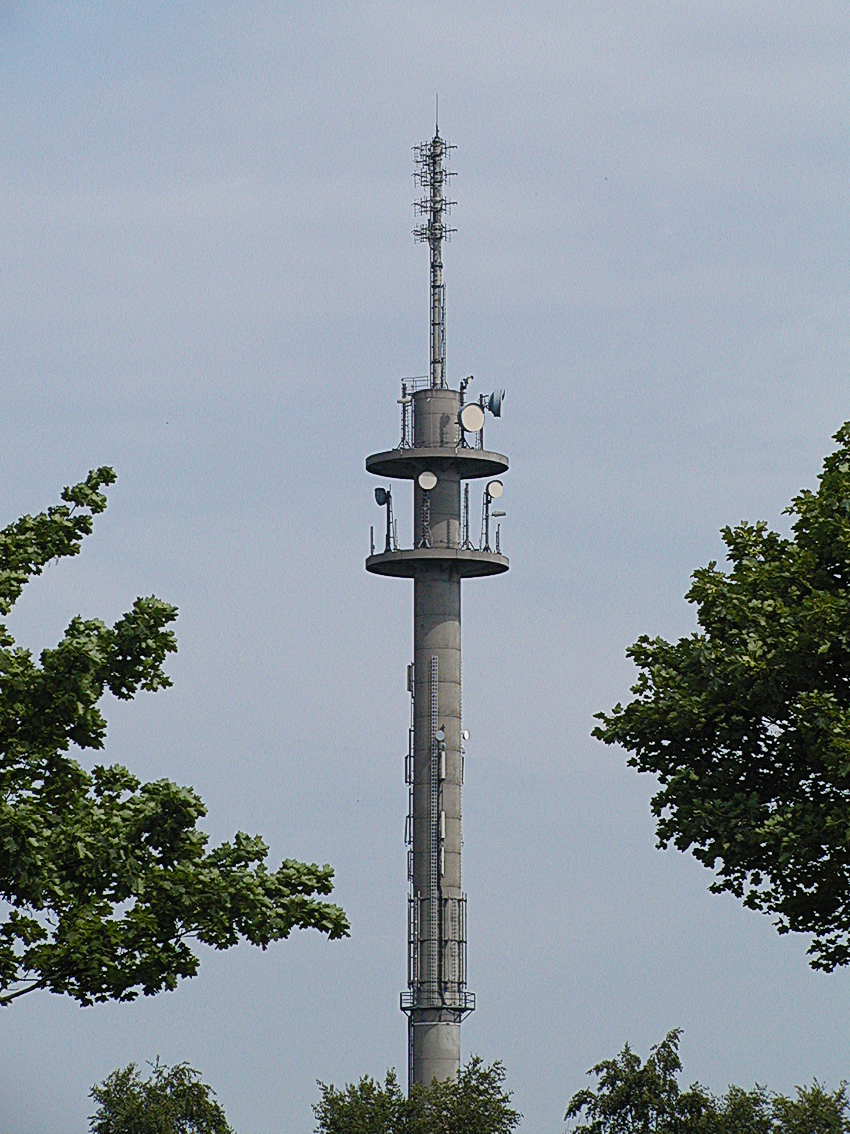
オッテルンドルフの通信塔

### メディア
- 北ドイツ放送は、オッテルンドルフにニーダーエルベ駐在員事務所を有している。
- オッテルンドルフには、オッテルンドルフ通信塔がある。
- オッテルンドルフでは、旧ハーデルン郡向けの地方紙「ニーダーエルベ＝ツァイトゥング」が刊行されている。この新聞の地方面以外はブレーマーハーフェンで刊行されている「ノルトゼー＝ツァイトゥング」によっている。

### 交通
オッテルンドルフは、連邦道 B73号クックスハーフェン - ハンブルク線およびニーダーエルベ鉄道クックスハーフェン - ハンブルク＝ハールブルク線沿線に位置している。オッテルンドルフ駅は1881年に開業した。この停車駅はスタート・ウンターエルベ交通会社に利用されている。
市の南側のバイパス道路建設は、市街の通り抜け交通軽減のために、2007年に始まった。この道路は2009年12月11日に開通した。オッテルンドルフはエルベ＝ヴェーザー自転車道の起点である。

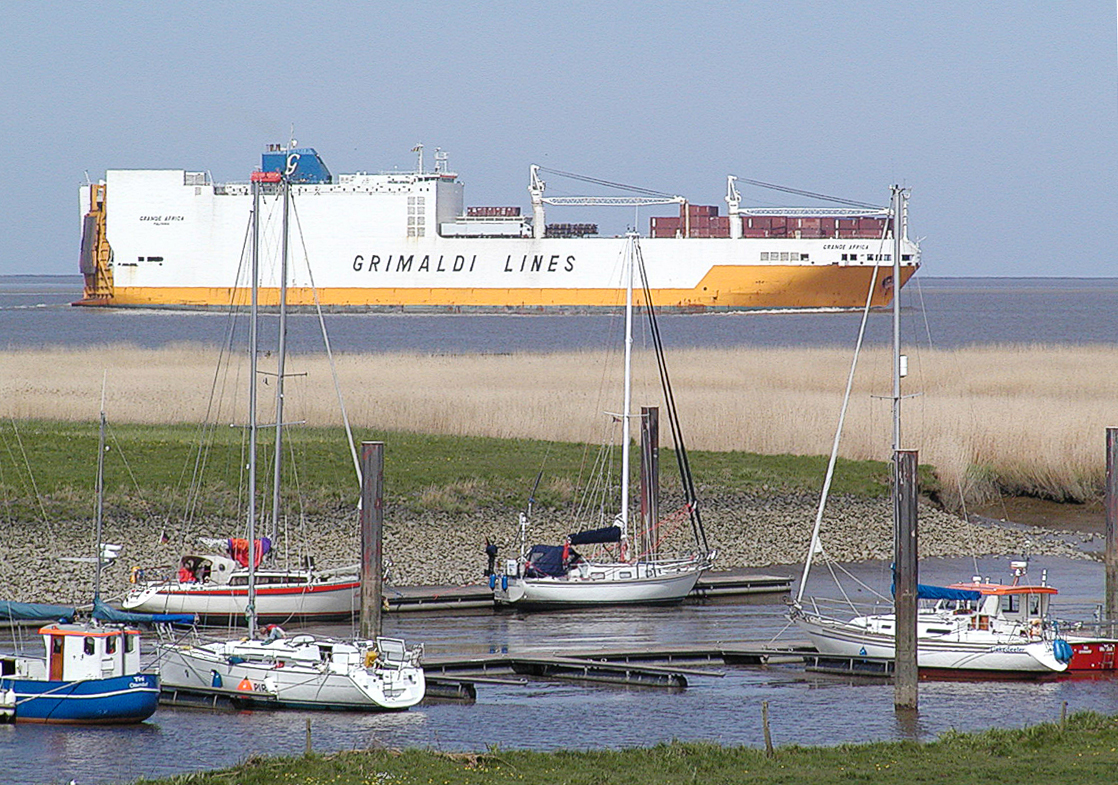
干潮時のオッテルンドルフ港。画面奥は「グランデ・アフリカ号」

### 港
エルベ川沿いの小さな港は、最後のエルベ川浚渫によって、ますます泥の堆積に脅かされている。1999年頃から港とその入り口の基盤に変化が生じた。この港は漁船もほとんど使っていなかったため、オッテルンドルフ帆船協会はこの港を新たなスポーツボート港として整備した。1999年以前のレベルにまで浚渫を行うには、約100万ユーロの費用が必要であった。この資金は、ニーダーザクセン州でも、1999年のエルベ川浚渫の責任があるクックスハーフェン水運船舶局でもなく、ハンブルク経済局（一般的な州の経済省にあたる）が設立し、2007年にこのハンザ都市が1000万ユーロを上積みした、いわゆる「シュリックファンド」（直訳: 泥土堆積基金）が負担した。
シュリックファンドは、エルベ川両岸のハンブルク都市州、ニーダーザクセン州、シュレスヴィヒ＝ホルシュタイン州の約80箇所のスポーツボート港を、不意に発生する泥の堆積を除去し、救助するためのものである。3つの隣接する州が、併せて1500万ユーロを1/3ずつ拠出した。毎年得られる30万から40万ユーロの利子で、様々な施策が行われている。
オッテルンドルフ港の場合、単なる泥の堆積の問題ではなく、浚渫と何の関係もない砂の堆積の問題でもあるため、この港に資金は割り当てられなかった。オッテルンドルフ付近の強い流れは、レジャー地域「ゼー・アハテルン・ディーク」の砂州だけでなく、新たな堤防建設によってこの地域に沖積した砂浜や水路の砂底も埋めていった。この砂と泥の混合物と港から取り除いて1999年以前の状態に戻すには、年間約2万ユーロが必要である。帆船協会にはこの資金をまかなうことができないため、将来的にオッテルンドルフでのスポーツ航行がさらなる危険が高まることを否定できない。（比較参考: 53のクラブで構成されるハンブルク・ヨット共同体は毎年約15万ユーロの浚渫料を支出している。）

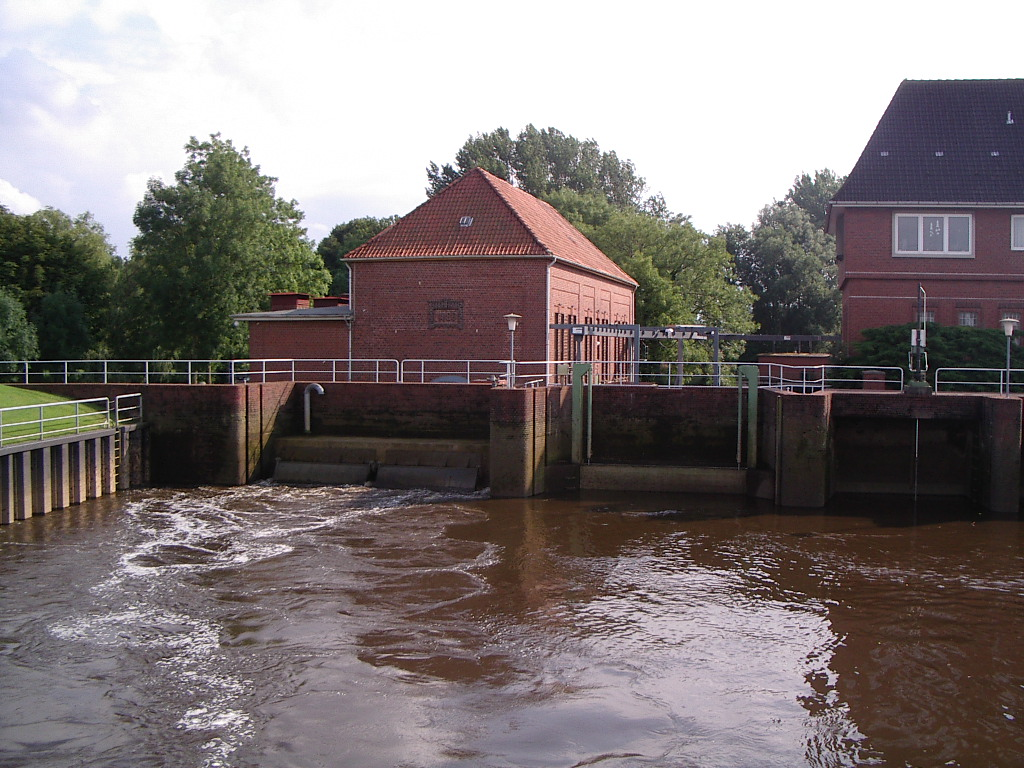
オッテルンドルフ揚水所

### 揚水所
1850年以前、ラント・ハーデルン全域とアムト・ベーダーケーザは、メデム川だけによって排水されていた。特に海抜以下に位置するハドラー・ジートラントは、雨の多い月には大きな問題に直面した。1853年頃に排水用の水路が建設された。水は素早く排水されるようになったが、ジーガーラントは最低地点であり、他の高い場所に位置する地域が素早い自然排水の利益を享受した。
オッテルンドルフ揚水所は1928年に建設された。ここにはヨーロッパ最大の渦巻きポンプがある。直径 4.40 m は単独のポンプとしてヨーロッパで並ぶものがない（1980年現在）。

### オッテルンドルフ標識灯
オッテルンドルフの標識灯は、エルベ川と北海の標識灯の一部である。オッテルンドルフ近郊では、1917年に初めて標識灯が設けられた。1936年に新しい灯台に建て替えられ、1973年には誘導信号ラインの変更に伴い取り壊された。現在の誘導信号ラインはウンターフォイアー・オッテルンドルフ（またはウンターフォイアー・ベルム）が構成している。この標識灯は、逆円錐形の屋根を戴いた、高さ 25 m の紅白の縞模様の細い塔である。オーバーフォイアー・オッテルンドルフは同じ様式であるが、高さ 52 m で、2660 m 離れた場所にある。2つの標識灯は 18海里離れた場所から識別することができる。

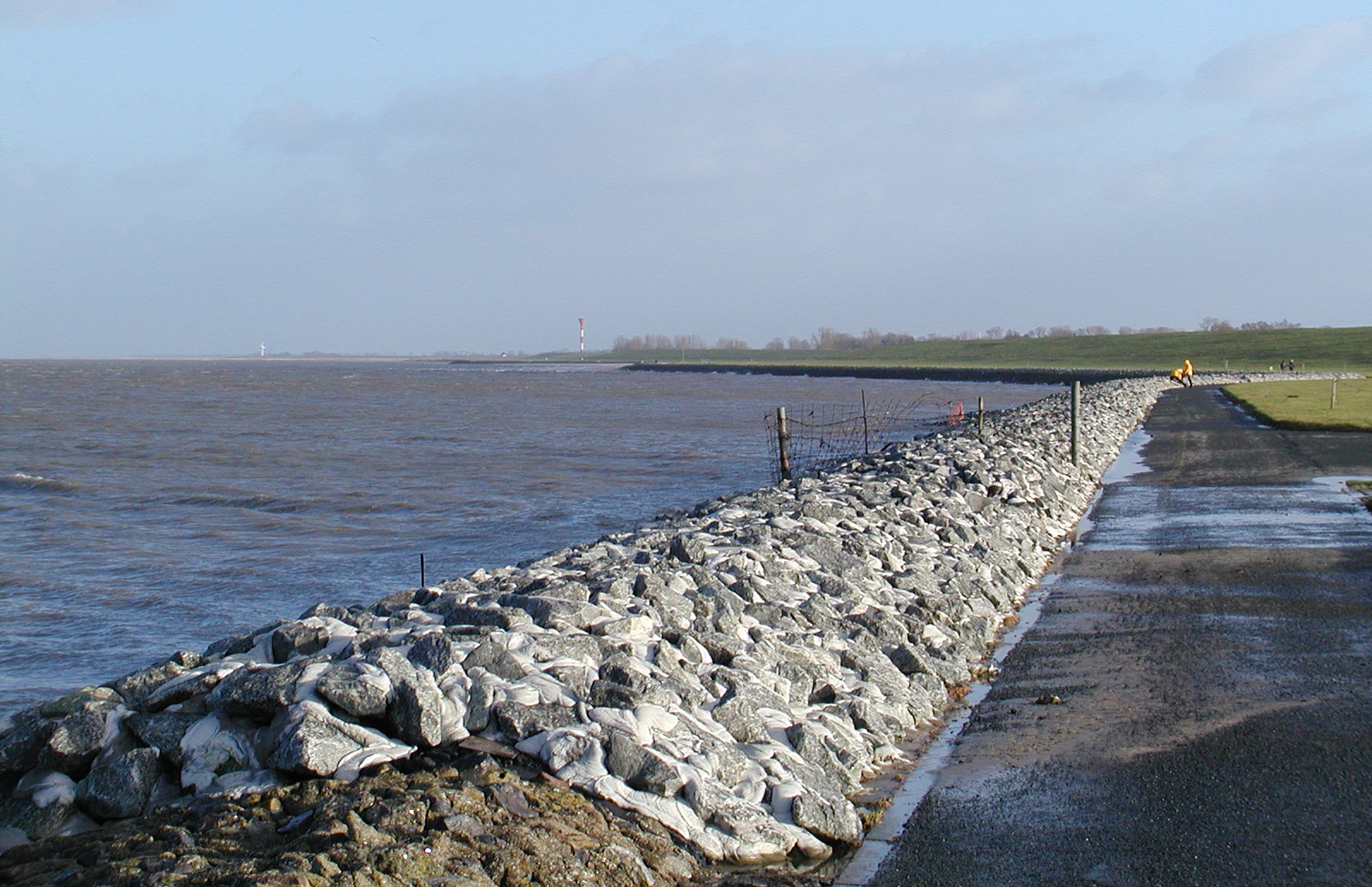
グラマイヤー堤防

### グラマイヤー堤防
グラマイヤー堤防はオッテルンドルフ市ミュゲンドルフ市区にあるエルベ川の堤防の一部 (km 713) である。これはクックスハーフェンとオッテルンドルフとの間の堤防中で脆弱なポイントと見られている。北海南部で強い高潮が発生した場合、この地域は堤防決壊の危険性が最も高い地域であると見なされている。

## 人物

### 出身者
- ヘルムート・フリードリヒス（1899年 - 1945年以後）親衛隊指導者
- ティーモ・ヴェルケン（1985年 - ）政治家、欧州議会議員
- アンドレ・ハーン（1990年 ー）サッカー選手

### ゆかりの人物
- ヨハン・ハインリヒ・フォス（1751年 - 1826年）詩人、翻訳家。オッテルンドルフのラテン語学校で教師を務めた。
- レーナ・ペーターマン（ドイツ語版、英語版）（1994年 - ）女子サッカー選手。ジュニア時代に TSV オッテルンドルフに所属した。

## 関連文献
- Oskar Kiecker; Wilhelm Lenz; Heinrich Rüther (1956). Die Kunstdenkmale des Kreises Land Hadeln und der Stadt Cuxhaven. München: Deutscher Kunstverlag. p. 300
- Rudolf Lembcke, ed (1976). Kreis Land Hadeln – Geschichte und Gegenwart. Otterndorf: Günter Hottendorff Verlag
- Rudolf Lembcke, ed (1978). Otterndorf – Kleine Stadt am großen Strom. Hamburg: Hans Christians Verlag. ISBN 978-3-7672-0551-2
- Männer vom Morgenstern, ed (1999). „Hake Betken siene Duven“ – Das Sagenbuch von Elb- und Wesermündung (3. Auflage ed.). Bremerhaven. ISBN 978-3-931771-16-4
- Axel Behne, ed (2000). Otterndorf. 600 Jahre Stadtgeschichte an der Nordsee. Siebenundzwanzig Aufsätze zur 600. Wiederkehr der Verleihung des Stadtrechts am 9. Oktober 1400. Otterndorf. ISBN 978-3-934100-00-8

ニーダードイチャー・ハイマートブラットの記事
- Heiko Völker (Mai 2017). Männer vom Morgenstern, Heimatbund an Elb- und Wesermündung e. V.. ed. “Otterndorf – eine geschichtliche Übersicht. Der Tagungsort des Weser-Elbe-Heimattags stellt sich vor”. Niederdeutsches Heimatblatt (Bremerhaven: Nordsee-Zeitung GmbH) (Nr. 809):  1–3 2019年8月26日閲覧。.
- Heiko Völker (August 2017). Männer vom Morgenstern, Heimatbund an Elb- und Wesermündung e. V.. ed. “Herrschaftliche Höfe im Landkreis Hadeln. Der herrschaftliche Osterhof in Otterndorf”. Niederdeutsches Heimatblatt (Bremerhaven: Nordsee-Zeitung GmbH) (Nr. 812):  2–3 2019年8月26日閲覧。.
- Heiko Völker (Dezember 2018). Männer vom Morgenstern, Heimatbund an Elb- und Wesermündung e. V.. ed. “Unruhige Zeiten für die Bevölkerung. Kriegsende und Novemberrevolution im Land Hadeln”. Niederdeutsches Heimatblatt (Bremerhaven: Nordsee-Zeitung GmbH) (Nr. 828):  1–2 2019年8月26日閲覧。.

これらの文献は、翻訳元であるドイツ語版の参考文献として挙げられていたものであり、日本語版作成に際し直接参照してはおりません。

## 訳注
1. ↑  ドイツ語: Polterabend。元来は婚礼前夜に大騒ぎする風習のことであった。